# Germany’s Next Topmodel
Germany’s Next Topmodel (kurz GNTM) ist eine deutsche Castingshow im Reality-TV-Format des Senders ProSieben. Die seit 2006 jährlich ausgestrahlte Sendung wird von Heidi Klum moderiert und ist eine glokalisierte Adaption des amerikanischen Formats Next Topmodel.

## Konzept
Ziel der Castingshow ist es, Deutschlands „nächstes Topmodel“ zu finden; im Unterschied zu bloßen Schönheitswettbewerben, bei denen die schönste Frau gekürt wird. In den sogenannten Challenges, die in jeder Staffelepisode stattfinden, werden die Teilnehmerinnen mit unterschiedlichen Aufgaben konfrontiert. Diese dienen in erster Linie dazu, eine interessante Fernsehshow zu inszenieren.
In einer frühen Folge einer Staffel findet das sogenannte Umstyling statt, bei dem in der Regel der Haarschnitt und teilweise auch die Haarfarbe der Kandidatinnen geändert wird. Bei starken Veränderungen, wenn beispielsweise aus einem Langhaar- ein Kurzhaarschnitt werden soll, werden die emotionalen Reaktionen der Kandidatinnen und mögliche Konflikte mit der Jury thematisiert. Bestandteil beinahe jeder Sendung sind zudem Fotoaufnahmen unter einem ungewöhnlichen Motto. In der Sendung werden nur die Vornamen der Teilnehmerinnen sowie zur Unterscheidung gegebenenfalls der erste Buchstabe des Nachnamens genannt.
Bis zur 7. Staffel betrug die Mindestgröße 1,72 m und ab der 8. Staffel im Jahr 2013 1,76 m. Seit der 16. Staffel (2021) legt die Sendung verstärkt Wert auf Diversität. Von herkömmlichen Model-Standards bezogen auf Alter, Größe, Körperform etc. wird bewusst abgewichen. Es ist keine Mindestgröße mehr erforderlich. In der 19. Staffel (2024) castet Klum erstmals Frauen und Männer, die je 100.000 Euro erhalten und gemeinsam auf dem Cover der Harper’s Bazaar erscheinen werden.
Seit 2018 nehmen auch sogenannte Plus-Size-Models, also Frauen mit größeren Konfektionsgrößen, an der Show teil. 2021 belegte eine „Plus-Size“-Teilnehmerin Platz 2 des Wettbewerbs, 2023 siegte mit Vivien Blotzki erstmals ein solches Model.

### Jury
Anfangs bestand die Jury aus Heidi Klum und drei (später zwei) weiteren männlichen Angehörigen der Modebranche. Die Jurymitglieder sind gleichzeitig die Coaches der Kandidatinnen. In den Staffeln 11–13 coachte jeder Juror (außer Klum) ein festes Team.
Wirkten zuvor in jeder Staffel neben der festen Jury auch Personen aus der Mode-, Musik- oder Schauspielbranche als Gastjuroren mit, so setzt sich seit Staffel 14 die Jury nur noch aus Heidi Klum und einem oder mehreren Gastjuroren zusammen. Alle Gastjuroren werden in der jeweiligen Folge vorgestellt. Sie sprechen in der Sendung oft nur Englisch, dies wird für den Zuschauer mit eingeblendeten Untertiteln übersetzt.
Zumeist am Ende jeder Folge legt die Jury fest, welche Kandidatinnen an der nächsten Folge teilnehmen dürfen.
| Staffel | Juroren    | Juroren           | Juroren           | Juroren           |
| ------- | ---------- | ----------------- | ----------------- | ----------------- |
| 1       | Heidi Klum | Peyman Amin       | Bruce Darnell     | Armin Morbach     |
| 2       | Heidi Klum | Peyman Amin       | Bruce Darnell     | Boris Entrup      |
| 3       | Heidi Klum | Peyman Amin       | Rolf Scheider     | Rolf Scheider     |
| 4       | Heidi Klum | Peyman Amin       | Rolf Scheider     | Rolf Scheider     |
| 5       | Heidi Klum | Kristian Schuller | Qualid „Q“ Ladraa | Qualid „Q“ Ladraa |
| 6       | Heidi Klum | Thomas Hayo       | Thomas Rath       | Thomas Rath       |
| 7       | Heidi Klum | Thomas Hayo       | Thomas Rath       | Thomas Rath       |
| 8       | Heidi Klum | Thomas Hayo       | Enrique Badulescu | Enrique Badulescu |
| 9       | Heidi Klum | Thomas Hayo       | Wolfgang Joop     | Wolfgang Joop     |
| 10      | Heidi Klum | Thomas Hayo       | Wolfgang Joop     | Wolfgang Joop     |
| 11      | Heidi Klum | Thomas Hayo       | Michael Michalsky | Michael Michalsky |
| 12      | Heidi Klum | Thomas Hayo       | Michael Michalsky | Michael Michalsky |
| 13      | Heidi Klum | Thomas Hayo       | Michael Michalsky | Michael Michalsky |
| 14      | Heidi Klum | Gastjuroren       | Gastjuroren       | Gastjuroren       |
| 15      | Heidi Klum | Gastjuroren       | Gastjuroren       | Gastjuroren       |
| 16      | Heidi Klum | Gastjuroren       | Gastjuroren       | Gastjuroren       |
| 17      | Heidi Klum | Gastjuroren       | Gastjuroren       | Gastjuroren       |
| 18      | Heidi Klum | Gastjuroren       | Gastjuroren       | Gastjuroren       |
| 19      | Heidi Klum | Gastjuroren       | Gastjuroren       | Gastjuroren       |
| 20      | Heidi Klum | Gastjuroren       | Gastjuroren       | Gastjuroren       |

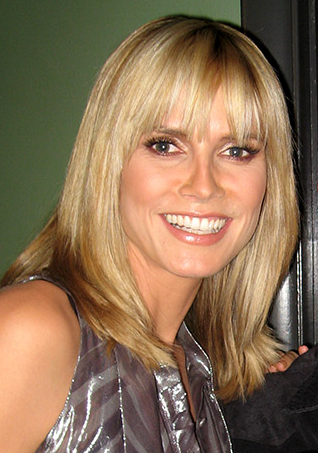
Heidi Klum 20-mal Jurorin
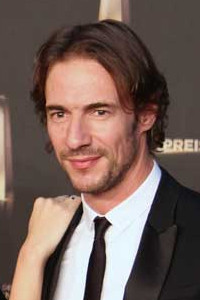
Thomas Hayo 8-mal Juror
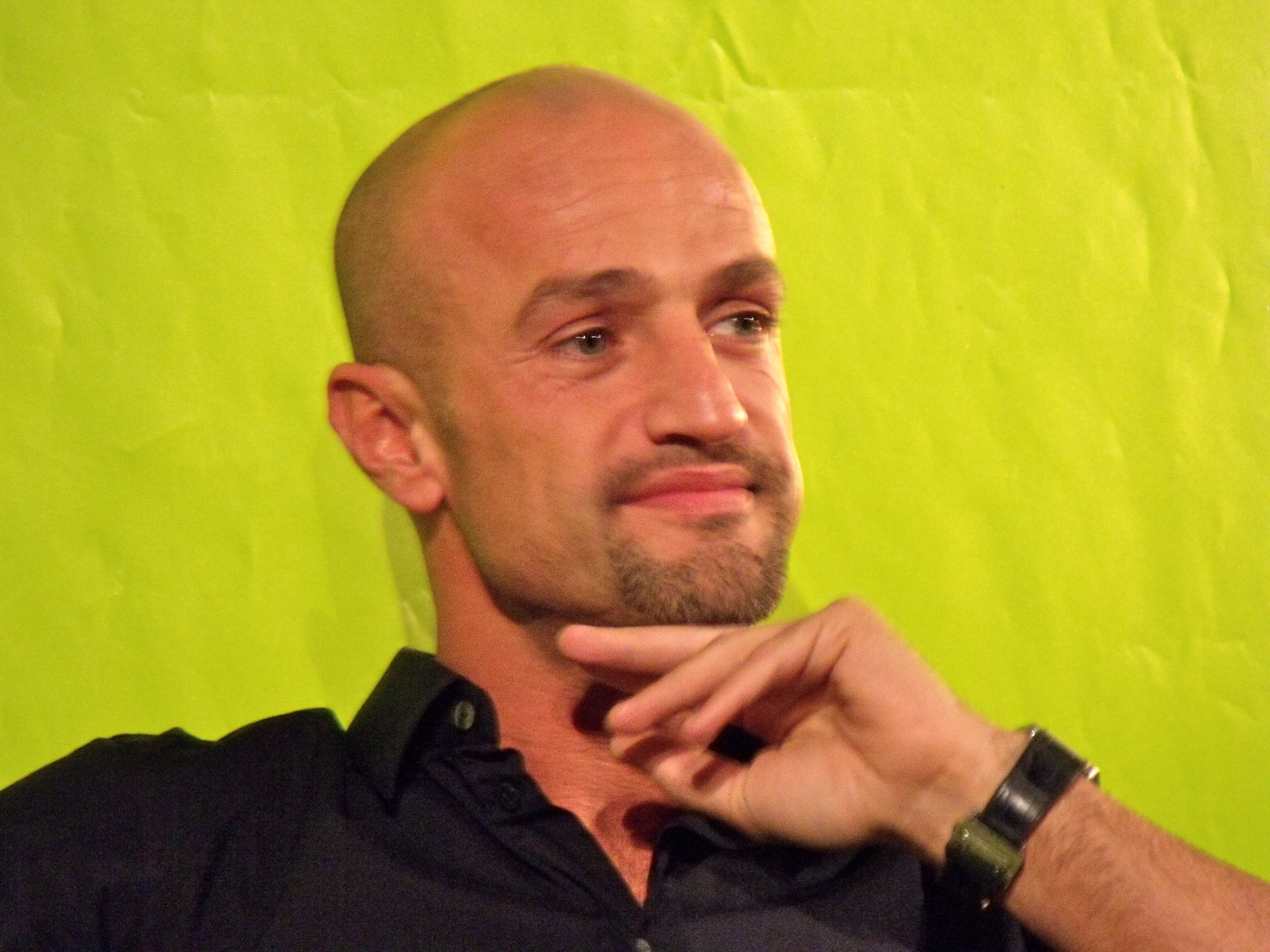
Peyman Amin 4-mal Juror
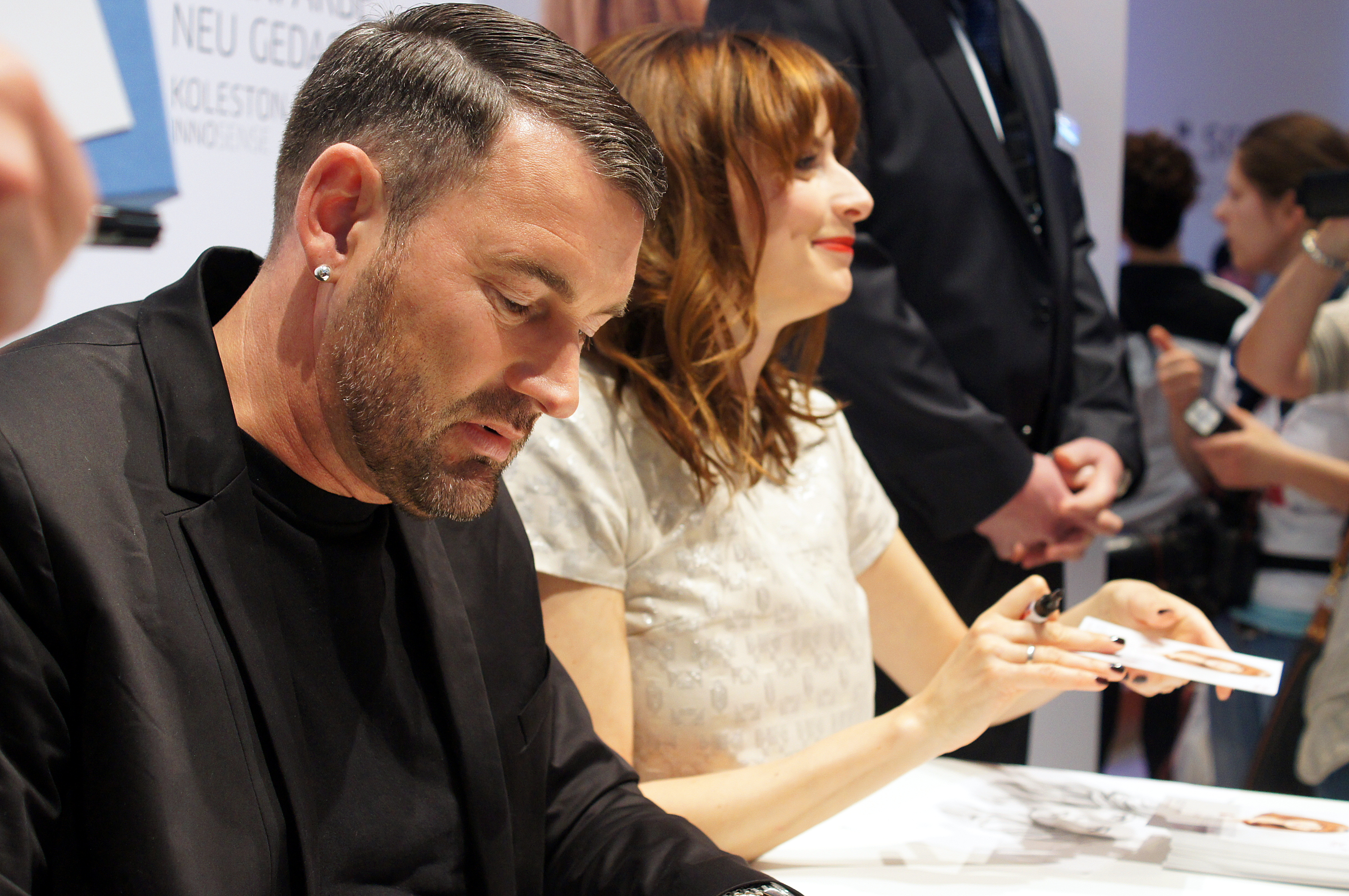
Michael Michalsky 3-mal Juror
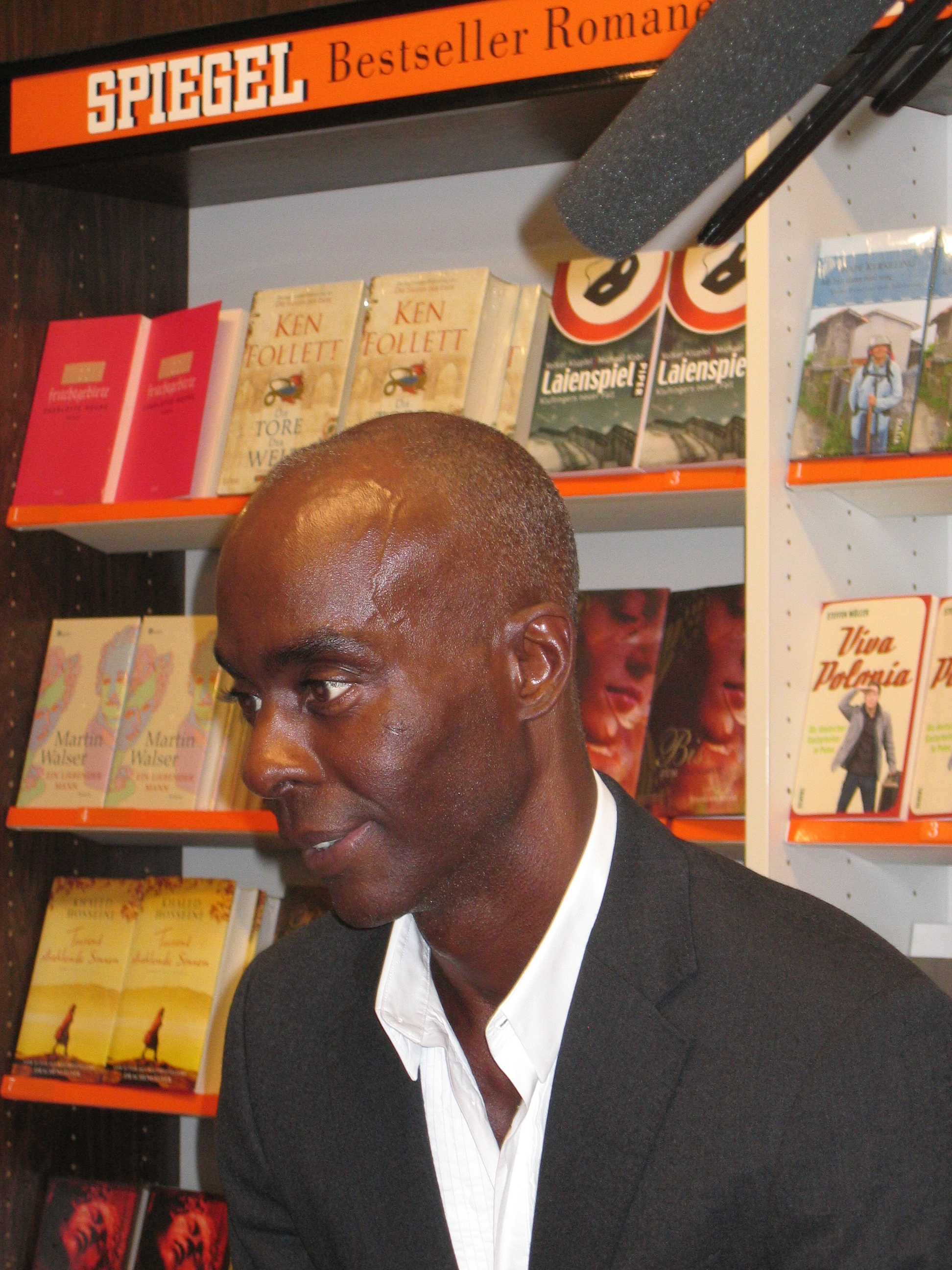
Bruce Darnell 2-mal Juror
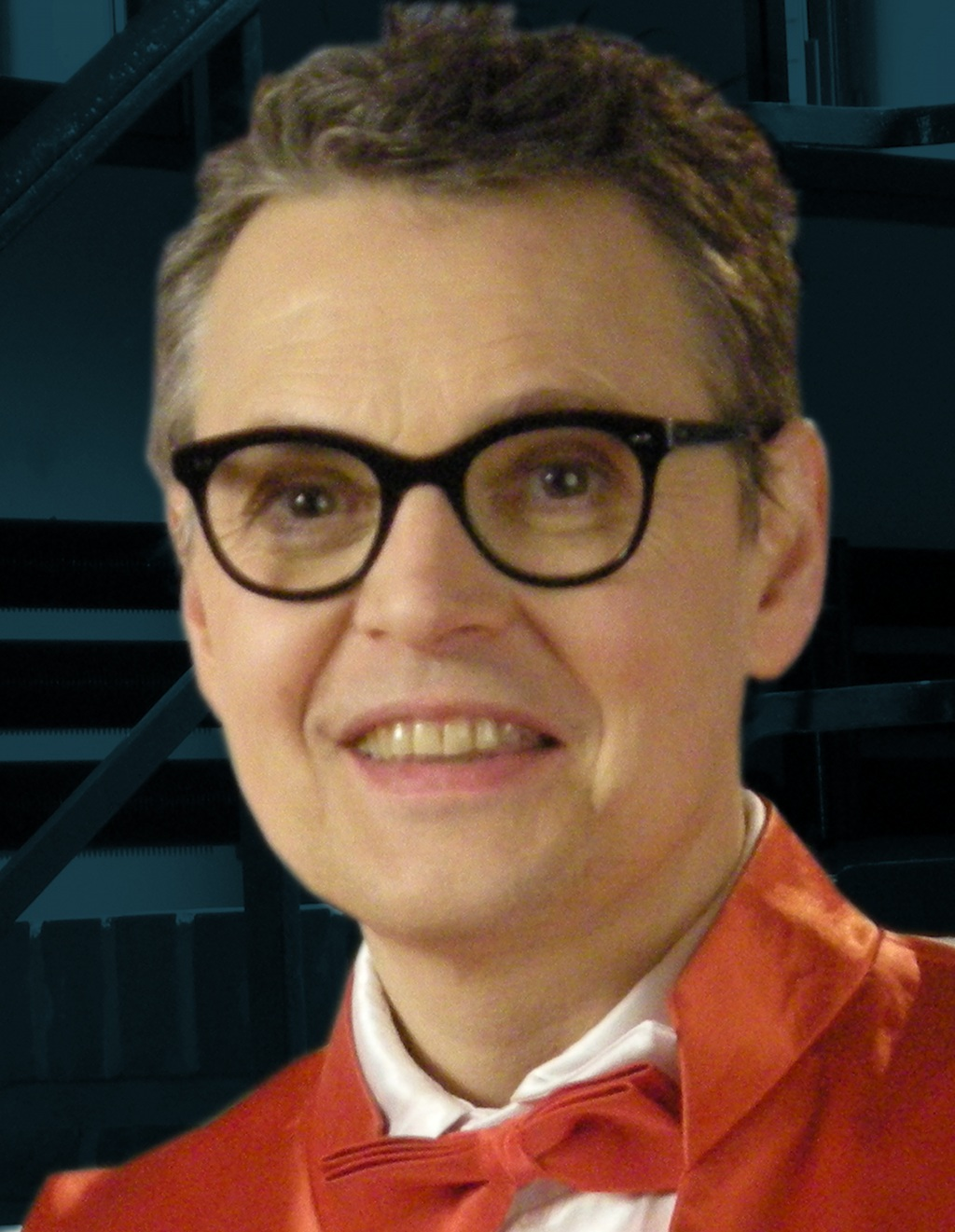
Rolf Scheider 2-mal Juror
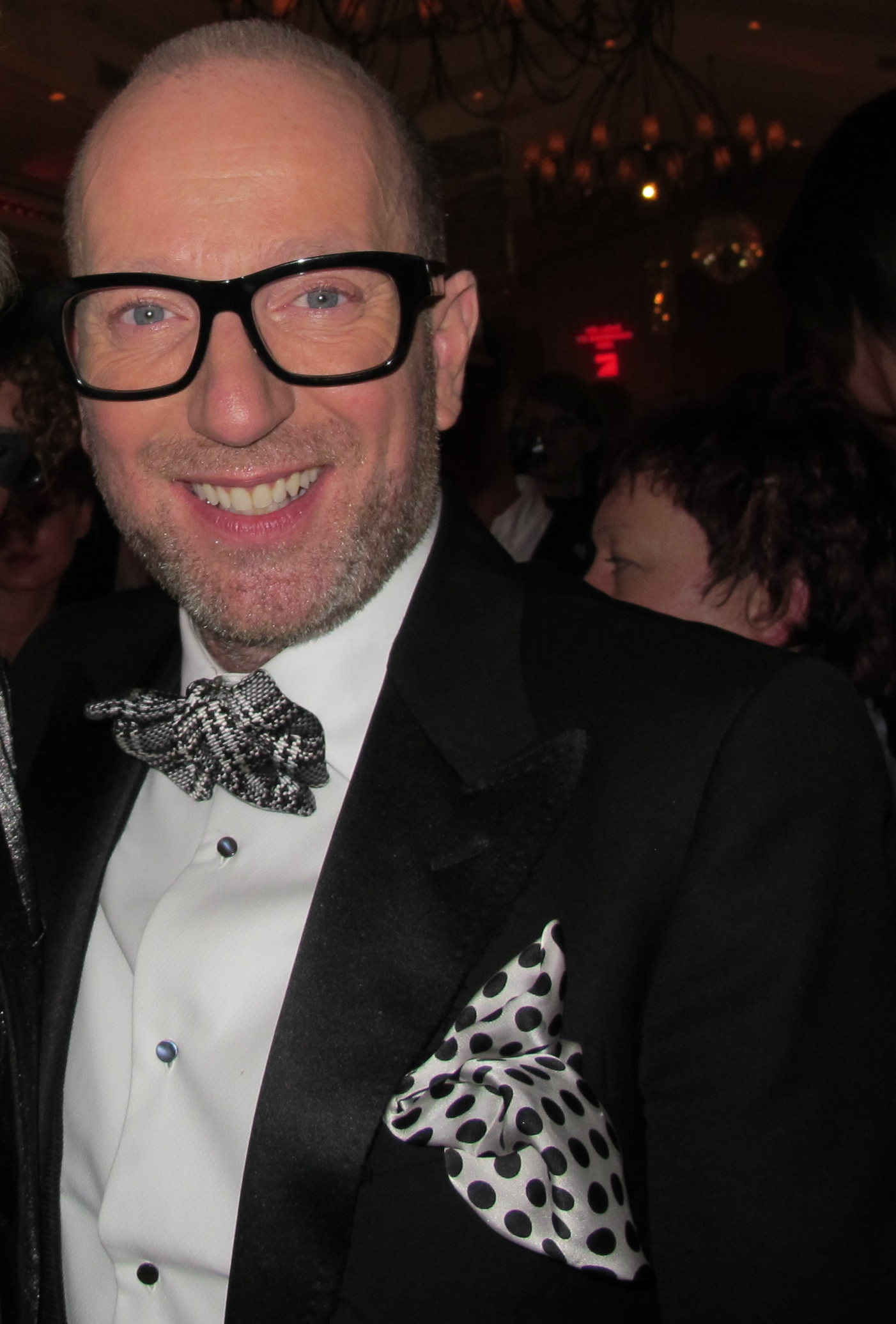
Thomas Rath 2-mal Juror
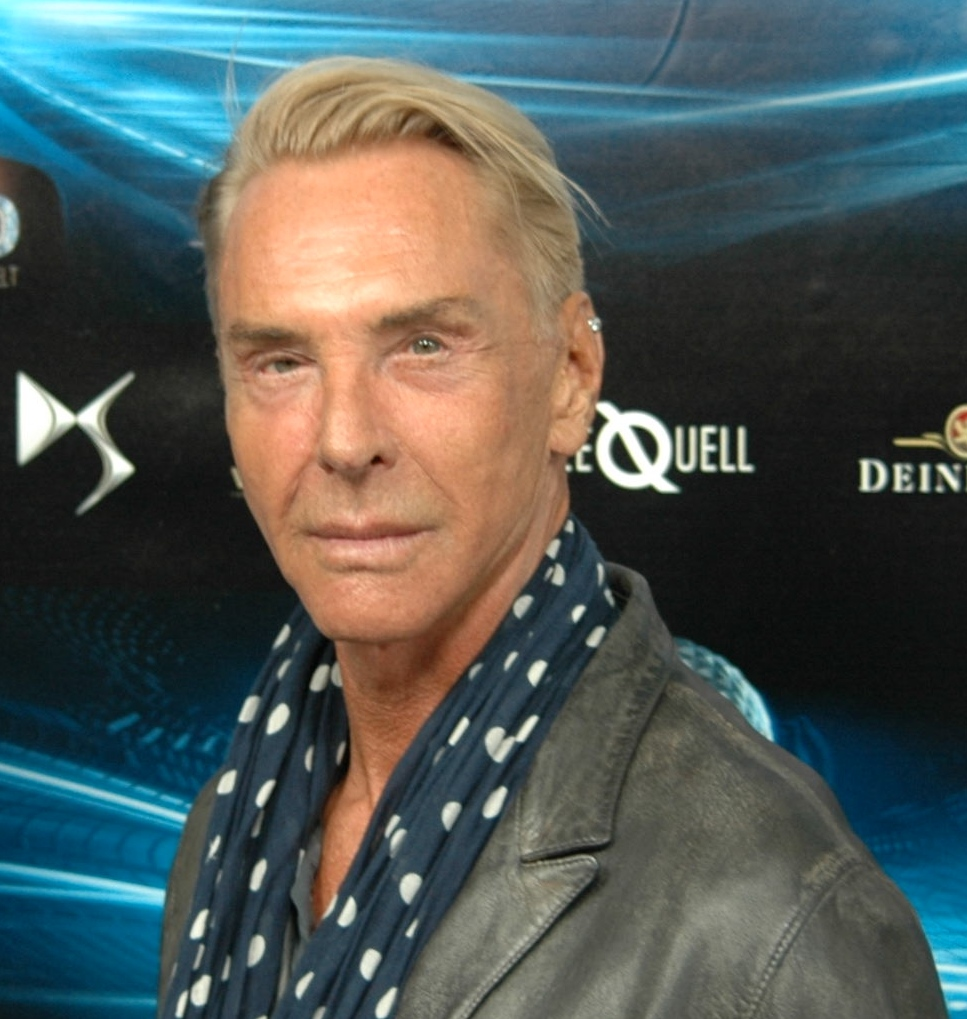
Wolfgang Joop 2-mal Juror
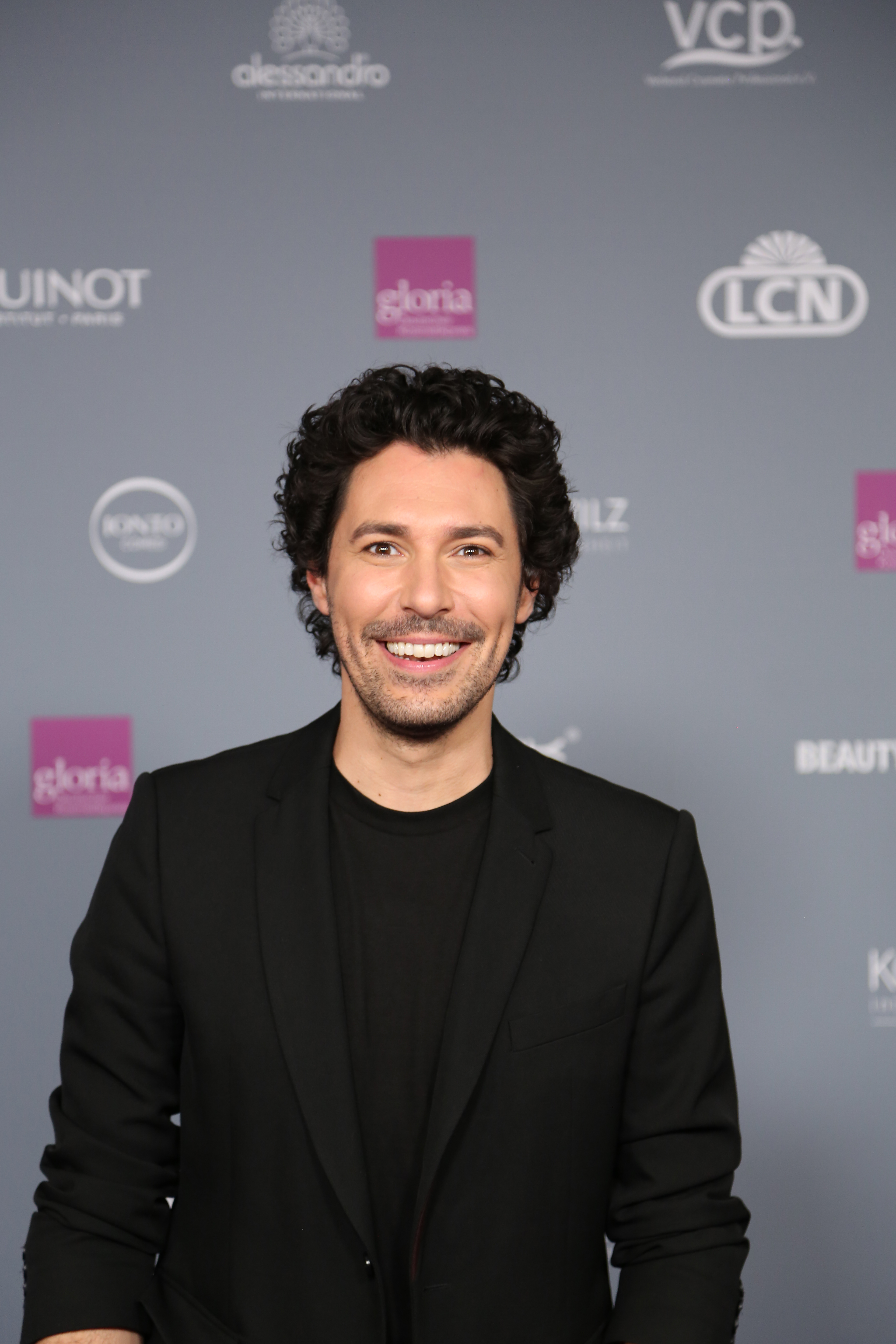
Boris Entrup 1-mal Juror

### Titelmusik
- Staffel 1: The Notorious B.I.G. – Nasty Girl
- Staffel 2: Gia Farrell – Hit Me Up
- Staffel 3: Seal – Amazing (Kaskade Remix)
- Staffel 4: Britney Spears – Circus
- Staffel 5: Cheryl Cole – Fight for This Love
- Staffel 6: Bullmeister – Girls Beautiful
- Staffel 7: David Guetta feat. Nicki Minaj – Turn Me On
- Staffel 8: will.i.am feat. Britney Spears – Scream & Shout
- Staffel 9: Britney Spears feat. will.i.am – It Should Be Easy
- Staffel 10: David Guetta feat. Emeli Sandé – What I Did for Love
- Staffel 11: The Weeknd – In The Night & Rihanna feat. Drake – Work
- Staffel 12: Bruno Mars – 24K Magic
- Staffel 13: Kids in Trouble – The One (I Want to Know)
- Staffel 14: Tokio Hotel – Melancholic Paradise
- Staffel 15: Selena Gomez – Look at Her Now
- Staffel 16: VIZE & Tokio Hotel – White Lies
- Staffel 17: WeddingCake x Snoop Dogg x Heidi Klum – Chai Tea with Heidi
- Staffel 18: P!nk – Never Gonna Not Dance Again
- Staffel 19: Heidi Klum x Tiësto – Sunglasses At Night
- Staffel 20: Madonna – Vogue

## Produktion
Klum machte es bei Vertragsunterzeichnung zur Bedingung, dass vorwiegend in der Nähe ihres Wohnsitzes bei Los Angeles gedreht wird, um in Kontakt mit ihren Kindern bleiben zu können. So folgten z. B. in der siebten Staffel auf zwei Wochen Anfangsdrehzeit in Deutschland und Thailand dreieinhalb Monate Drehzeit am Ausgangsdrehort Los Angeles.
Neues Produktionsunternehmen ab der achten Staffel wurde RedSeven Entertainment, das bereits Austria’s Next Topmodel produzierte. Als Grund für den Wechsel wurde neben rückläufiger Quoten vermutet, dass die bisherige Produktionsfirma Tresor TV auch für die Produktion der Konkurrenzsendung Das perfekte Model auf VOX verantwortlich zeichnete.
Die Episodenanzahl nahm zunächst mit der Anzahl der Endrundenteilnehmerinnen von 10 (Staffel 1) über 13 (Staffel 2) auf 16 (Staffeln 3–7) zu und pendelte sich dann auf 14 (Staffel 8) bzw. 15 (Staffeln 9–11) ein.
Die Vermarktung der Siegerinnen erfolgte zunächst gemeinsam durch die von Klums Vater geführte Heidi Klum GmbH und die ProSieben-Tochter Redseven Artists. Von 2010 bis 2020 lag sie ausschließlich bei ONEeins, einer 100-prozentigen Tochter der Heidi Klum GmbH. 2021 übernahm mit SAM Artists die Nachfolgerin von RedSeven Artists das Management der Teilnehmerinnen.

## Ergebnisse

### Staffel 1 (2006)
In der zehnten Folge wurde Lena Gercke zur Siegerin gekürt.
| Finalistinnen der 1. Staffel *                            | Finalistinnen der 1. Staffel * | Finalistinnen der 1. Staffel * | Finalistinnen der 1. Staffel * |
| Teilnehmerin                                              | Platz                          | Alter                          | Wohnort                        |
| --------------------------------------------------------- | ------------------------------ | ------------------------------ | ------------------------------ |
| Lena Gercke                                               | 1                              | 17                             | Cloppenburg                    |
| Yvonne Schröder                                           | 2                              | 17                             | Frankfurt am Main              |
| Jennifer Wanderer                                         | 3                              | 17                             | Wirsberg                       |
| * Stand der Angaben zu den Teilnehmerinnen: Staffelbeginn |                                |                                |                                |

### Staffel 2 (2007)
Die Show verlängerte sich um drei Folgen, die Anzahl der Bewerberinnen nahm um fast 50 % zu. Die Siegerin war Barbara Meier.
| Finalistinnen der 2. Staffel *                            | Finalistinnen der 2. Staffel * | Finalistinnen der 2. Staffel * | Finalistinnen der 2. Staffel * | Finalistinnen der 2. Staffel * |
| Teilnehmerin                                              | Platz                          | Alter                          | Wohnort                        | Beruf                          |
| --------------------------------------------------------- | ------------------------------ | ------------------------------ | ------------------------------ | ------------------------------ |
| Barbara Meier                                             | 1                              | 20                             | Amberg                         | Studentin (Mathematik)         |
| Anni Wendler                                              | 2                              | 21                             | Schwerin                       | Verkäuferin                    |
| Hana Nitsche                                              | 3                              | 21                             | Oftersheim                     | Abiturientin                   |
| * Stand der Angaben zu den Teilnehmerinnen: Staffelbeginn |                                |                                |                                |                                |

### Staffel 3 (2008)
Die Siegerin Jennifer Hof startete keine Model-Karriere. Dagegen nutzten Endrundenteilnehmerinnen wie Sarah Knappik und Gina-Lisa Lohfink ihre TV-Bekanntheit für eine weitergehende Präsenz im Medienbereich.
| Finalistinnen der 3. Staffel *                            | Finalistinnen der 3. Staffel * | Finalistinnen der 3. Staffel * | Finalistinnen der 3. Staffel * | Finalistinnen der 3. Staffel * |
| Teilnehmerin                                              | Platz                          | Alter                          | Wohnort                        | Beruf                          |
| --------------------------------------------------------- | ------------------------------ | ------------------------------ | ------------------------------ | ------------------------------ |
| Jennifer Hof                                              | 1                              | 17                             | Rodgau                         | Schülerin                      |
| Janina Delia Schmidt                                      | 2                              | 24                             | Hamburg                        | Friseurin                      |
| Christina Leibold                                         | 3                              | 21                             | Volkach-Fahr                   | Studentin (Medienmanagement)   |
| * Stand der Angaben zu den Teilnehmerinnen: Staffelbeginn |                                |                                |                                |                                |

### Staffel 4 (2009)
Nach wie im Vorjahr 16 Episoden gab es mit Sara Nuru die erste Siegerin mit einem Migrationshintergrund.
| Finalistinnen der 4. Staffel∗                             | Finalistinnen der 4. Staffel∗ | Finalistinnen der 4. Staffel∗ | Finalistinnen der 4. Staffel∗ | Finalistinnen der 4. Staffel∗ |
| Teilnehmerin                                              | Platz                         | Alter                         | Wohnort                       | Beruf                         |
| --------------------------------------------------------- | ----------------------------- | ----------------------------- | ----------------------------- | ----------------------------- |
| Sara Nuru                                                 | 1                             | 19                            | München                       | Schülerin                     |
| Mandy Bork                                                | 2                             | 17                            | Witten                        | Schülerin                     |
| Marie Nasemann                                            | 3                             | 19                            | Gauting                       | Abiturientin                  |
| ∗ Stand der Angaben zu den Teilnehmerinnen: Staffelbeginn |                               |                               |                               |                               |

### Staffel 5 (2010)
Bei einem Rekord von über 21.000 Bewerbungen gewann mit Alisar Ailabouni zum ersten Mal eine nicht in Deutschland wohnhafte Kandidatin.
| Finalistinnen der 5. Staffel *                            | Finalistinnen der 5. Staffel * | Finalistinnen der 5. Staffel * | Finalistinnen der 5. Staffel * | Finalistinnen der 5. Staffel * |
| Teilnehmerin                                              | Platz                          | Alter                          | Wohnort                        | Beruf                          |
| --------------------------------------------------------- | ------------------------------ | ------------------------------ | ------------------------------ | ------------------------------ |
| Alisar Ailabouni                                          | 1                              | 20                             | Mattighofen                    | Kellnerin                      |
| Hanna Bohnekamp                                           | 2                              | 18                             | Hünxe-Drevenack                | Schülerin                      |
| Laura Weyel                                               | 3                              | 23                             | Düsseldorf                     | Studentin (Modemanagement)     |
| * Stand der Angaben zu den Teilnehmerinnen: Staffelbeginn |                                |                                |                                |                                |

### Staffel 6 (2011)
Die Staffelsiegerin Jana Beller stieg nach zwei Monaten aus dem Vertrag mit ONEeins, der Model-Agentur von Heidi Klums Vater Günther, aus. Die Zweitplatzierte der Sendung, Rebecca Mir, wurde Fernsehmoderatorin.
| Finalistinnen der 6. Staffel *                            | Finalistinnen der 6. Staffel * | Finalistinnen der 6. Staffel * | Finalistinnen der 6. Staffel * | Finalistinnen der 6. Staffel * |
| Teilnehmerin                                              | Platz                          | Alter                          | Wohnort                        | Beruf                          |
| --------------------------------------------------------- | ------------------------------ | ------------------------------ | ------------------------------ | ------------------------------ |
| Jana Beller                                               | 1                              | 20                             | Haltern am See-Lippramsdorf    | Schülerin                      |
| Rebecca Mir                                               | 2                              | 19                             | Monschau-Imgenbroich           | Abiturientin                   |
| Amelie Klever                                             | 3                              | 16                             | Hilden                         | Schülerin                      |
| * Stand der Angaben zu den Teilnehmerinnen: Staffelbeginn |                                |                                |                                |                                |

### Staffel 7 (2012)
Erstmals wurden mehr als drei Kandidatinnen ins Finale geschickt. Auch die Vergabe einer Wildcard war ein Novum.
| Finalistinnen der 7. Staffel *                            | Finalistinnen der 7. Staffel * | Finalistinnen der 7. Staffel * | Finalistinnen der 7. Staffel * | Finalistinnen der 7. Staffel *                  |
| Teilnehmerin                                              | Platz                          | Alter                          | Wohnort                        | Beruf                                           |
| --------------------------------------------------------- | ------------------------------ | ------------------------------ | ------------------------------ | ----------------------------------------------- |
| Luisa Hartema                                             | 1                              | 17                             | Moormerland-Jheringsfehn       | Schülerin                                       |
| Sarah-Anessa Hitzschke                                    | 2                              | 18                             | Wennigsen                      | Schülerin                                       |
| Dominique Miller                                          | 3                              | 21                             | Mannheim                       | Freiwilliges Soziales Jahr in Kindertagesstätte |
| Katarzyna „Kasia“ Lenhardt                                | 4                              | 16                             | Berlin                         | Schülerin                                       |
| * Stand der Angaben zu den Teilnehmerinnen: Staffelbeginn |                                |                                |                                |                                                 |

### Staffel 8 (2013)
Zum ersten Mal wurde die Anzahl der Episoden verringert, um zwei Folgen. Das Produktionsunternehmen wechselte.
| Finalistinnen der 8. Staffel *                            | Finalistinnen der 8. Staffel * | Finalistinnen der 8. Staffel * | Finalistinnen der 8. Staffel * | Finalistinnen der 8. Staffel *   |
| Teilnehmerin                                              | Platz                          | Alter                          | Wohnort                        | Beruf                            |
| --------------------------------------------------------- | ------------------------------ | ------------------------------ | ------------------------------ | -------------------------------- |
| Lovelyn Enebechi                                          | 1                              | 16                             | Hamburg                        | Schülerin                        |
| Maike van Grieken                                         | 2                              | 19                             | Emden                          | Auszubildende (Krankenschwester) |
| Luise Will                                                | 3                              | 18                             | Rostock                        | Auszubildende (Krankenschwester) |
| Sabrina Elsner                                            | 4                              | 21                             | Gägelow-Sternkrug              | Krankenschwester                 |
| * Stand der Angaben zu den Teilnehmerinnen: Staffelbeginn |                                |                                |                                |                                  |

### Staffel 9 (2014)
Nach Jana Beller gewann mit Stefanie Giesinger zum zweiten Mal eine Kandidatin, deren russlanddeutsche Eltern aus Sibirien stammen.
| Finalistinnen der 9. Staffel *                            | Finalistinnen der 9. Staffel * | Finalistinnen der 9. Staffel * | Finalistinnen der 9. Staffel * | Finalistinnen der 9. Staffel * |
| Teilnehmerin                                              | Platz                          | Alter                          | Wohnort                        | Beruf                          |
| --------------------------------------------------------- | ------------------------------ | ------------------------------ | ------------------------------ | ------------------------------ |
| Stefanie Giesinger                                        | 1                              | 17                             | Kaiserslautern                 | Schülerin                      |
| Jolina Fust                                               | 2                              | 17                             | Hamburg                        | Schülerin                      |
| Ivana Teklic                                              | 3                              | 18                             | Bad Homburg vor der Höhe       | Schülerin                      |
| * Stand der Angaben zu den Teilnehmerinnen: Staffelbeginn |                                |                                |                                |                                |

### Staffel 10 (2015)
Das Finale wurde wegen einer Bombendrohung abgebrochen und zwei Wochen später fortgesetzt.
| Finalistinnen der 10. Staffel *                           | Finalistinnen der 10. Staffel * | Finalistinnen der 10. Staffel * | Finalistinnen der 10. Staffel * | Finalistinnen der 10. Staffel * |
| Teilnehmerin                                              | Platz                           | Alter                           | Wohnort                         | Beruf                           |
| --------------------------------------------------------- | ------------------------------- | ------------------------------- | ------------------------------- | ------------------------------- |
| Vanessa Fuchs                                             | 1                               | 18                              | Bergisch Gladbach               | Schülerin                       |
| Anuthida Ploypetch                                        | 2                               | 17                              | Lübeck                          | Schülerin                       |
| Ajsa Selimovic                                            | 3                               | 18                              | Burladingen                     | Au-Pair                         |
| Katharina Wandrowsky                                      | 4                               | 18                              | Winsen (Luhe)                   | Schülerin                       |
| * Stand der Angaben zu den Teilnehmerinnen: Staffelbeginn |                                 |                                 |                                 |                                 |

### Staffel 11 (2016)
Als Novum wurden die Kandidatinnen in zwei den beiden männlichen Juroren zugeordneten Teams aufgeteilt (Team Weiß und Team Schwarz). Zum ersten Mal bestritten fünf Topmodel-Aspirantinnen das Finale.
| Finalistinnen der 11. Staffel *                           | Finalistinnen der 11. Staffel * | Finalistinnen der 11. Staffel * | Finalistinnen der 11. Staffel * | Finalistinnen der 11. Staffel * | Finalistinnen der 11. Staffel * |
| Teilnehmerin                                              | Platz                           | Alter                           | Wohnort                         | Beruf                           | Team                            |
| --------------------------------------------------------- | ------------------------------- | ------------------------------- | ------------------------------- | ------------------------------- | ------------------------------- |
| Kim Hnizdo                                                | 1                               | 19                              | Bad Homburg vor der Höhe        | Studentin (Jura)                | Michalsky                       |
| Elena Carrière                                            | 2                               | 19                              | Hamburg                         | Abiturientin                    | Hayo                            |
| Fata Hasanovic                                            | 3                               | 20                              | Berlin                          | Studentin (Lehramt)             | Hayo                            |
| Jasmin Lekudere                                           | 4                               | 20                              | Dornbirn                        | Schülerin                       | Hayo                            |
| Taynara Joy Silva Wolf                                    | 5                               | 19                              | Stadtlohn                       | Studentin (Media Acting)        | Hayo                            |
| * Stand der Angaben zu den Teilnehmerinnen: Staffelbeginn |                                 |                                 |                                 |                                 |                                 |

### Staffel 12 (2017)
„Shoot Outs“ (Ausscheidungsduelle) wurden neu eingeführt.
| Finalistinnen der 12. Staffel *                           | Finalistinnen der 12. Staffel * | Finalistinnen der 12. Staffel * | Finalistinnen der 12. Staffel * | Finalistinnen der 12. Staffel * | Finalistinnen der 12. Staffel * |
| Teilnehmerin                                              | Platz                           | Alter                           | Wohnort                         | Beruf                           | Team                            |
| --------------------------------------------------------- | ------------------------------- | ------------------------------- | ------------------------------- | ------------------------------- | ------------------------------- |
| Céline Bethmann                                           | 1                               | 18                              | Koblenz                         | Schülerin                       | Hayo                            |
| Serlina Hohmann                                           | 2                               | 22                              | Koblenz                         | Studentin                       | Hayo                            |
| Romina Brennecke                                          | 3                               | 20                              | Hambrücken                      | Verkäuferin (Mode), Model       | Michalsky                       |
| Leticia Wala-Ntumba                                       | 4                               | 18                              | Ingolstadt                      | Schülerin                       | Michalsky                       |
| * Stand der Angaben zu den Teilnehmerinnen: Staffelbeginn |                                 |                                 |                                 |                                 |                                 |

### Staffel 13 (2018)
| Finalistinnen der 13. Staffel *                           | Finalistinnen der 13. Staffel * | Finalistinnen der 13. Staffel * | Finalistinnen der 13. Staffel * | Finalistinnen der 13. Staffel *                     | Finalistinnen der 13. Staffel * |
| Teilnehmerin                                              | Platz                           | Alter                           | Wohnort                         | Beruf                                               | Team                            |
| --------------------------------------------------------- | ------------------------------- | ------------------------------- | ------------------------------- | --------------------------------------------------- | ------------------------------- |
| Toni Dreher-Adenuga                                       | 1                               | 17                              | Stuttgart                       | Schülerin                                           | Michael                         |
| Julianna Townsend                                         | 2                               | 19                              | Klein-Winternheim               | Sängerin                                            | Michael                         |
| Pia Riegel                                                | 3                               | 22                              | München                         | Studentin (Marketing- und Kommunikationsmanagement) | Michael                         |
| Christina Peno                                            | 4                               | 21                              | Dudenhofen                      | Einzelhandelskauffrau                               | Thomas                          |
| * Stand der Angaben zu den Teilnehmerinnen: Staffelbeginn |                                 |                                 |                                 |                                                     |                                 |

### Staffel 14 (2019)
Die Teamaufteilung entfiel wieder, nachdem statt einer festen Jury ein pro Folge wechselnder Gastjuror die Auftritte der Models im Verein mit Heidi Klum beurteilte.
| Finalistinnen der 14. Staffel *                           | Finalistinnen der 14. Staffel * | Finalistinnen der 14. Staffel * | Finalistinnen der 14. Staffel * | Finalistinnen der 14. Staffel *               |
| Teilnehmerin                                              | Platz                           | Alter                           | Wohnort                         | Beruf                                         |
| --------------------------------------------------------- | ------------------------------- | ------------------------------- | ------------------------------- | --------------------------------------------- |
| Simone Kowalski                                           | 1                               | 21                              | Stade                           | Studentin (Internationales Grundschullehramt) |
| Sayana Ranjan                                             | 2                               | 20                              | Grevenbroich                    | Studentin (International Business)            |
| Cäcilia Zimmer                                            | 3                               | 18                              | Freiburg                        | Bundesfreiwillige                             |
| * Stand der Angaben zu den Teilnehmerinnen: Staffelbeginn |                                 |                                 |                                 |                                               |

### Staffel 15 (2020)
| Finalistinnen der 15. Staffel *                           | Finalistinnen der 15. Staffel * | Finalistinnen der 15. Staffel * | Finalistinnen der 15. Staffel * | Finalistinnen der 15. Staffel *  |
| Teilnehmerin                                              | Platz                           | Alter                           | Wohnort                         | Beruf                            |
| --------------------------------------------------------- | ------------------------------- | ------------------------------- | ------------------------------- | -------------------------------- |
| Jacqueline „Jacky“ Wruck                                  | 1                               | 21                              | Rheingau-Taunus                 | Tiermedizinische Fachangestellte |
| Sarah Posch                                               | 2                               | 20                              | Vorau                           | Zahnarztassistentin              |
| Maureen Ugodi                                             | 3                               | 20                              | Wien                            | Studentin (Marketing)            |
| Lijana Kaggwa***                                          | 4                               | 23                              | Kassel                          | Studentin (Grundschullehramt)    |
| * Stand der Angaben zu den Teilnehmerinnen: Staffelbeginn |                                 |                                 |                                 |                                  |
| *** Freiwillig ausgestiegen                               |                                 |                                 |                                 |                                  |

### Staffel 16 (2021)
Aufgrund der COVID-19-Pandemie wurde auf Fernreisen und den obligatorischen Umzug in eine Modelvilla in den USA verzichtet. Stattdessen wurde die Staffel hauptsächlich in Berlin produziert.
| Finalistinnen der 16. Staffel *                           | Finalistinnen der 16. Staffel * | Finalistinnen der 16. Staffel * | Finalistinnen der 16. Staffel * | Finalistinnen der 16. Staffel *                        |
| Teilnehmerin                                              | Platz                           | Alter                           | Wohnort                         | Beruf                                                  |
| --------------------------------------------------------- | ------------------------------- | ------------------------------- | ------------------------------- | ------------------------------------------------------ |
| Alex Mariah Peter                                         | 1                               | 23                              | Düsseldorf                      | Studentin (Journalismus und Unternehmenskommunikation) |
| Dascha Carriero                                           | 2                               | 20                              | Solingen                        | Abiturientin                                           |
| Soulin Omar                                               | 3                               | 20                              | Hamburg                         | Abiturientin                                           |
| Romina Palm                                               | 4                               | 21                              | Köln                            | Influencerin                                           |
| * Stand der Angaben zu den Teilnehmerinnen: Staffelbeginn |                                 |                                 |                                 |                                                        |

### Staffel 17 (2022)
| Finalistinnen der 17. Staffel *                           | Finalistinnen der 17. Staffel * | Finalistinnen der 17. Staffel * | Finalistinnen der 17. Staffel * | Finalistinnen der 17. Staffel * |
| Teilnehmerin                                              | Platz                           | Alter                           | Wohnort                         | Beruf                           |
| --------------------------------------------------------- | ------------------------------- | ------------------------------- | ------------------------------- | ------------------------------- |
| Lou-Anne Gleissenebner                                    | 1                               | 18                              | Klosterneuburg                  | Stylistin                       |
| Luca Lorenz                                               | 2                               | 19                              | München                         | Studentin (Medienpsychologie)   |
| Martina Gleissenebner-Teskey                              | 3                               | 50                              | Klosterneuburg                  | Trainerin, Coach, Videografin   |
| Noëlla Mbomba                                             | 4                               | 24                              | Berlin                          | Altenpflegerin                  |
| Anita Schaller                                            | 5                               | 20                              | Neustadt an der Donau           | Hotelfachfrau                   |
| * Stand der Angaben zu den Teilnehmerinnen: Staffelbeginn |                                 |                                 |                                 |                                 |

### Staffel 18 (2023)
Die 18. Staffel startete direkt in Los Angeles. Sechs Kandidatinnen rückten zu einem späteren Zeitpunkt nach.
| Finalistinnen der 18. Staffel *                           | Finalistinnen der 18. Staffel * | Finalistinnen der 18. Staffel * | Finalistinnen der 18. Staffel * | Finalistinnen der 18. Staffel *          |
| Teilnehmerin                                              | Platz                           | Alter                           | Wohnort                         | Beruf                                    |
| --------------------------------------------------------- | ------------------------------- | ------------------------------- | ------------------------------- | ---------------------------------------- |
| Vivien Blotzki                                            | 1                               | 22                              | Koblenz                         | Auszubildende (Kauffrau im Einzelhandel) |
| Somajia Ali                                               | 2                               | 21                              | Bielefeld                       | Kauffrau im Einzelhandel                 |
| Olivia Therese Hounkpati                                  | 3                               | 22                              | Hamburg                         | Studentin (BWL)                          |
| Selma May Schröder                                        | 4                               | 18                              | Berlin                          | Abiturientin                             |
| Nicole Reitbauer***                                       | 5                               | 49                              | Offenbach am Main               | Hausfrau                                 |
| * Stand der Angaben zu den Teilnehmerinnen: Staffelbeginn |                                 |                                 |                                 |                                          |
| ** Freiwillig ausgestiegen                                |                                 |                                 |                                 |                                          |
| *** Als Nachrücker in Folge 8 eingestiegen                |                                 |                                 |                                 |                                          |

### Staffel 19 (2024)
Die 19. Staffel wurde vom 15. Februar 2024 bis 13. Juni 2024 ausgestrahlt. Erstmals wurden auch männliche Models gecastet.
| Finalisten der 20. Staffel | Finalisten der 20. Staffel | Finalisten der 20. Staffel | Finalisten der 20. Staffel | Finalisten der 20. Staffel | Finalisten der 20. Staffel | Finalisten der 20. Staffel                       | Finalisten der 20. Staffel |
| Teilnehmer                 | Teilnehmer                 | Platz                      | Platz                      | Alter                      | Wohnort                    | Beruf                                            |                            |
| Teilnehmer                 | Teilnehmer                 | Gesamt                     | Geschlecht                 | Alter                      | Wohnort                    | Beruf                                            |                            |
| -------------------------- | -------------------------- | -------------------------- | -------------------------- | -------------------------- | -------------------------- | ------------------------------------------------ | -------------------------- |
|                            | Jermaine Kokoú Kothé       | 1                          | 1                          | 19                         | Kassel                     | Model und Influencer                             |                            |
|                            | Lea Oude Engberink 4       | 1                          | 1                          | 24                         | Düsseldorf                 | Business Developerin                             |                            |
|                            | Linus Weber                | 3                          | 2                          | 25                         | Berlin                     | Student (Betriebswirtschaftslehre)               |                            |
|                            | Xenia Tsilikova 3          | 3                          | 2                          | 23                         | Hof                        | Angehende Förderlehrerin                         |                            |
|                            | Luka Cidic 2               | 5                          | 3                          | 24                         | Frankfurt am Main          | Content Creator                                  |                            |
| Tarkan „Julian“ Cidic 2    | 24                         | 5                          | 3                          | Frankfurt am Main          | Content Creator            |                                                  |                            |
|                            | Fabienne Urbach            | 5                          | 3                          | 20                         | Solingen                   | Auszubildende (Zahnmedizinische Fachangestellte) |                            |

### Staffel 20 (2025)
Die 20. Staffel wurde vom 13. Februar bis 20. Juni 2025 ausgestrahlt. Erneut wurden auch männliche Models gecastet. Von den ersten 12 Folgen wurden zwei pro Woche getrennt nach Geschlechtern ausgestrahlt.
| Finalisten der 20. Staffel | Finalisten der 20. Staffel | Finalisten der 20. Staffel | Finalisten der 20. Staffel | Finalisten der 20. Staffel | Finalisten der 20. Staffel | Finalisten der 20. Staffel          | Finalisten der 20. Staffel |
| Teilnehmer                 | Teilnehmer                 | Platz                      | Platz                      | Alter                      | Wohnort                    | Beruf                               |                            |
| Teilnehmer                 | Teilnehmer                 | Gesamt                     | Geschlecht                 | Alter                      | Wohnort                    | Beruf                               |                            |
| -------------------------- | -------------------------- | -------------------------- | -------------------------- | -------------------------- | -------------------------- | ----------------------------------- | -------------------------- |
|                            | Moritz Rüdiger             | 1                          | 1                          | 19                         | Berlin                     | Abiturient                          |                            |
|                            | Daniela „Dani“ Djokic      | 1                          | 1                          | 20                         | Ostfildern                 | Model und Studentin                 |                            |
|                            | Pierre Lang                | 3                          | 2                          | 22                         | Wien                       | Bankkaufmann                        |                            |
|                            | Magdalena Milic            | 3                          | 2                          | 21                         | Wien                       | Studentin (Jura)                    |                            |
|                            | Jannik Richter             | 5                          | 3                          | 22                         | Bad Segeberg               | Mitarbeiter im Fast-Food-Restaurant |                            |
|                            | Zoe Rötzel                 | 5                          | 3                          | 19                         | Pulheim                    | Kellnerin                           |                            |

### Siegerinnen (Auswahl)

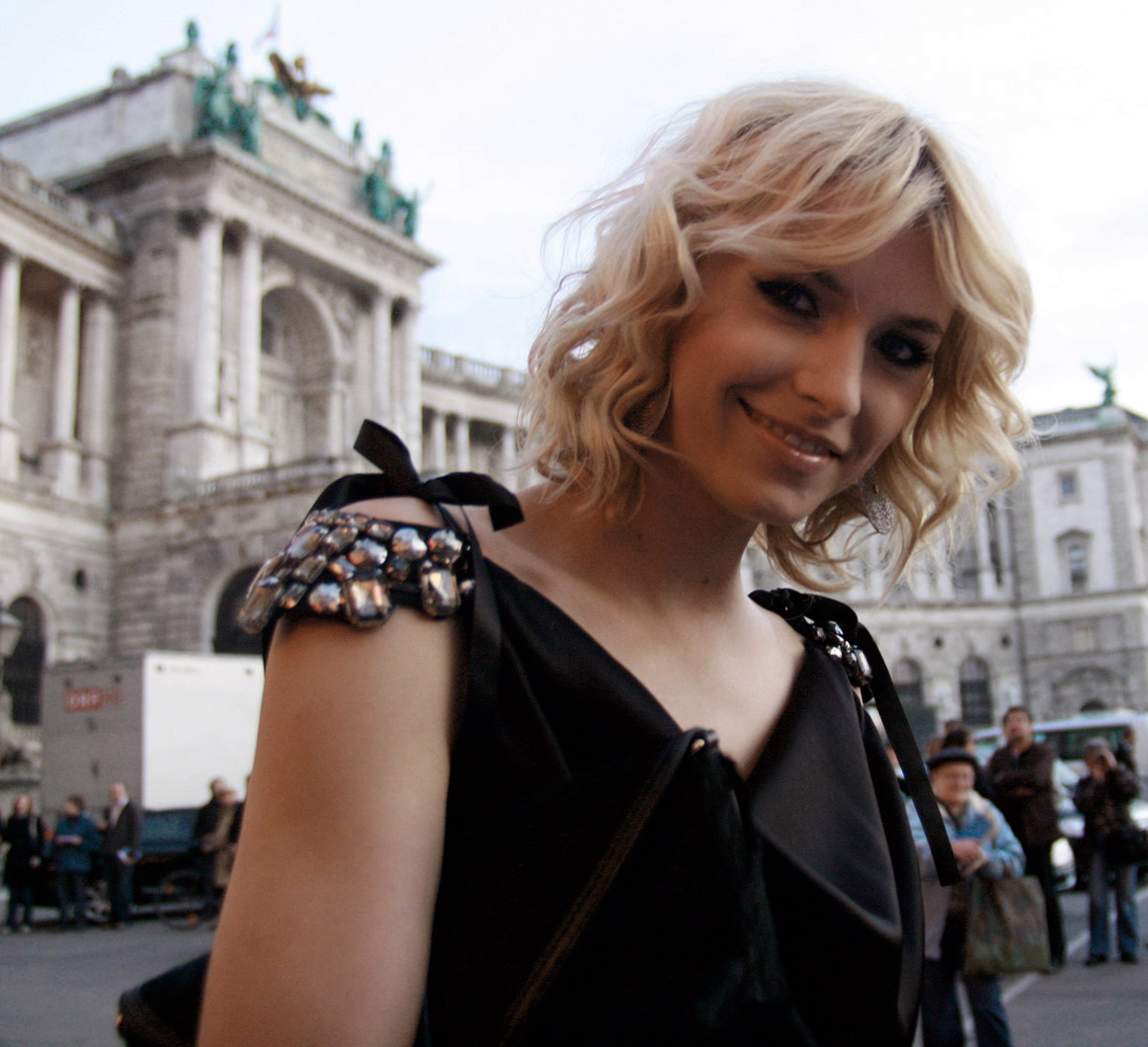
Lena Gercke Staffel 1
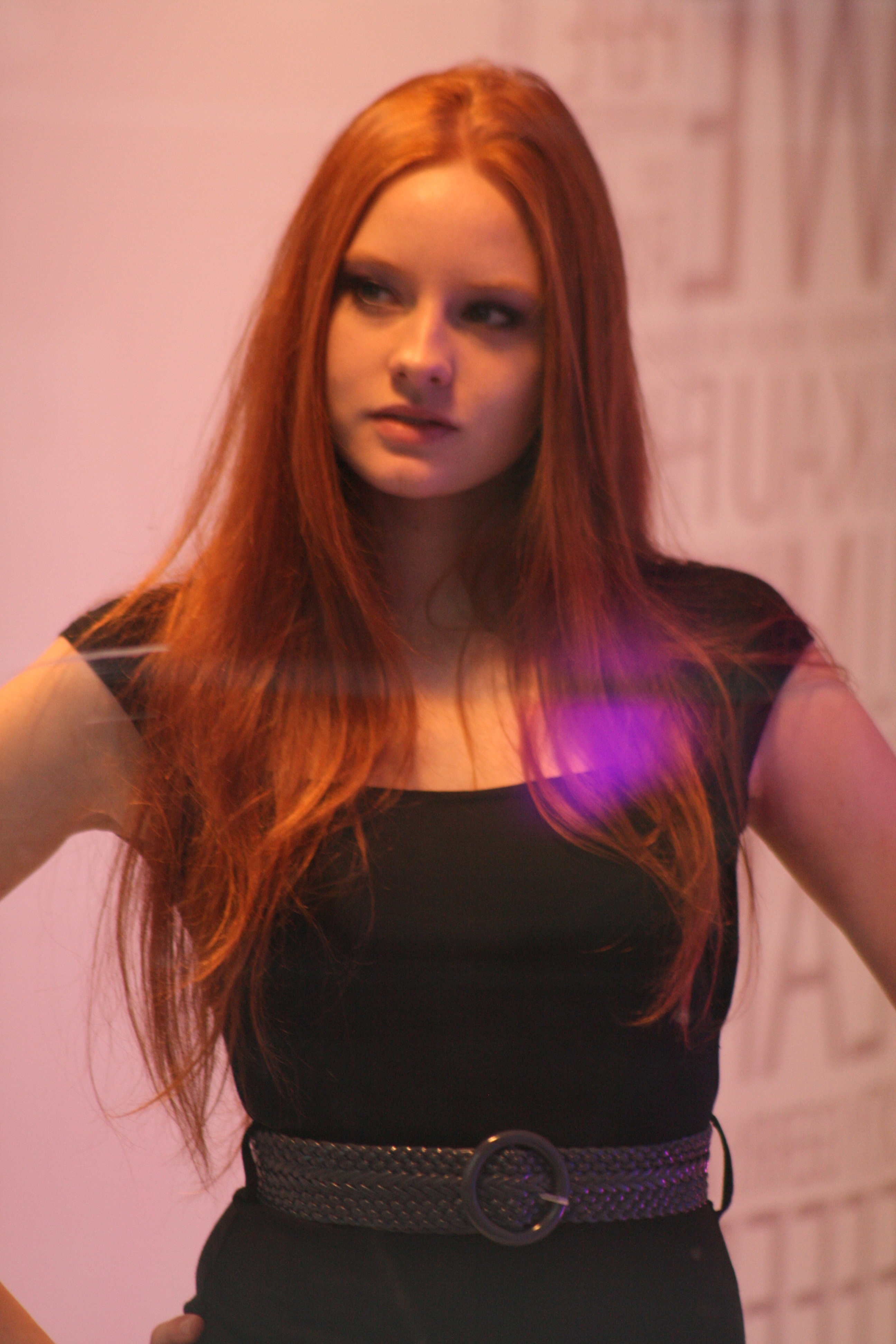
Barbara Meier Staffel 2
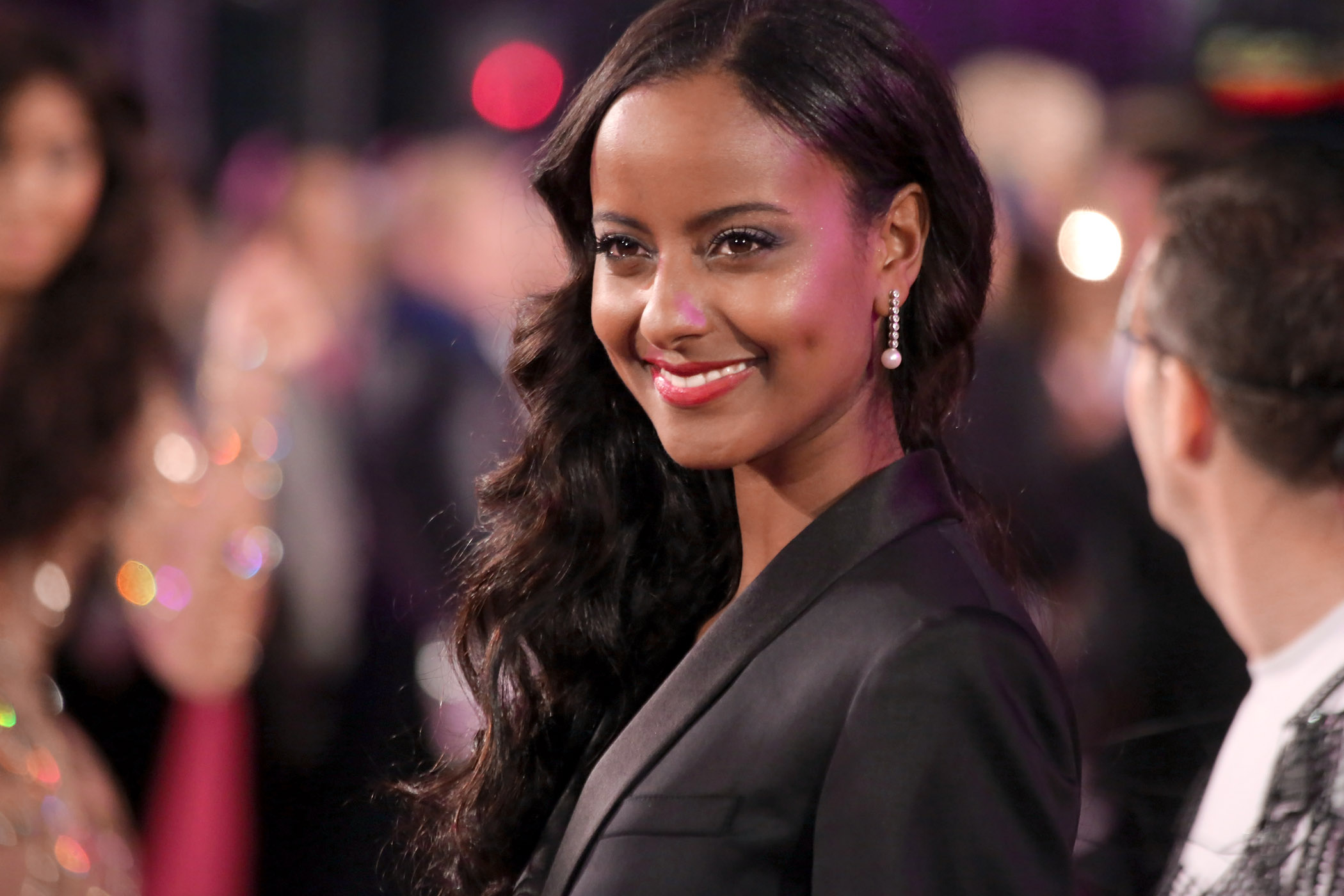
Sara Nuru Staffel 4
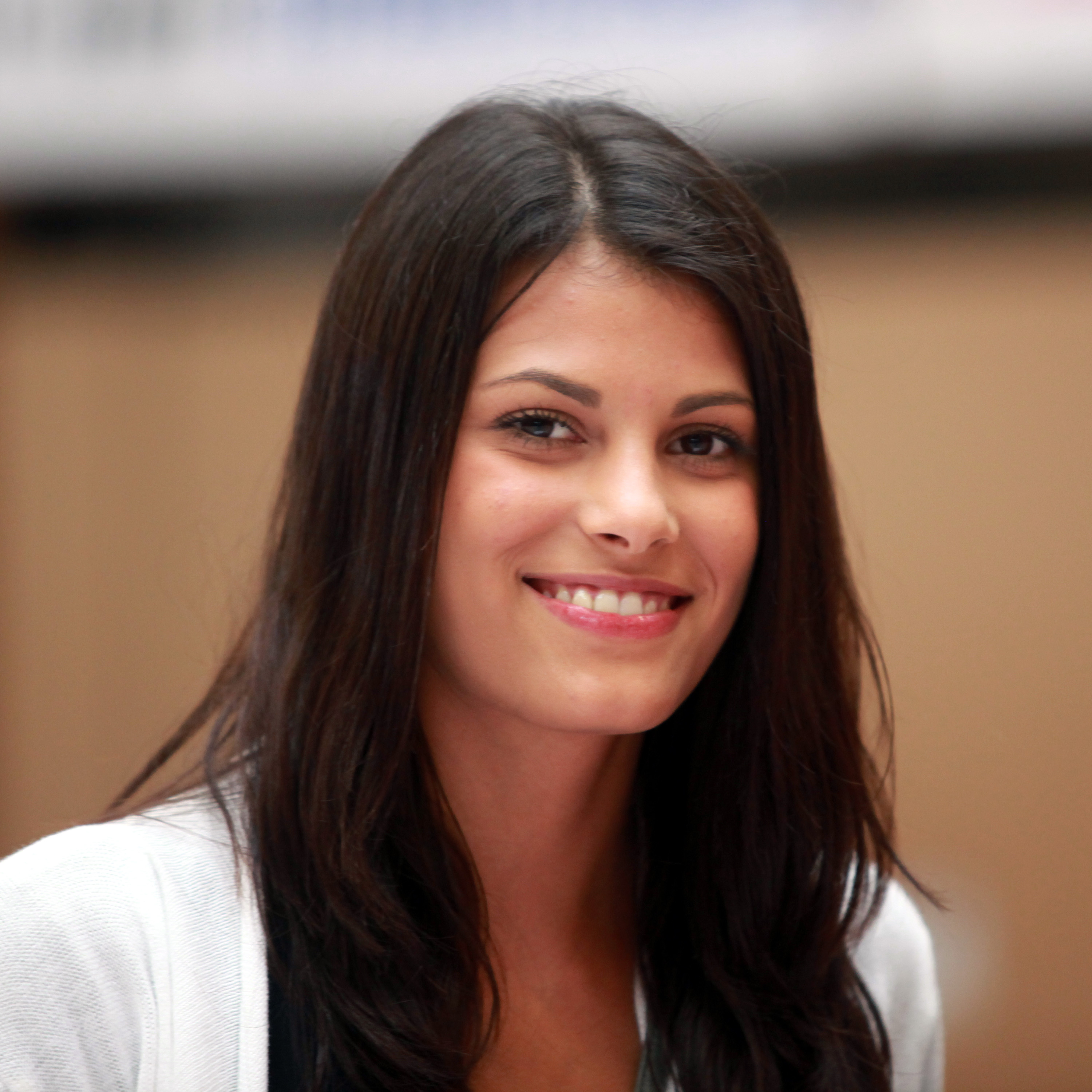
Alisar Ailabouni Staffel 5
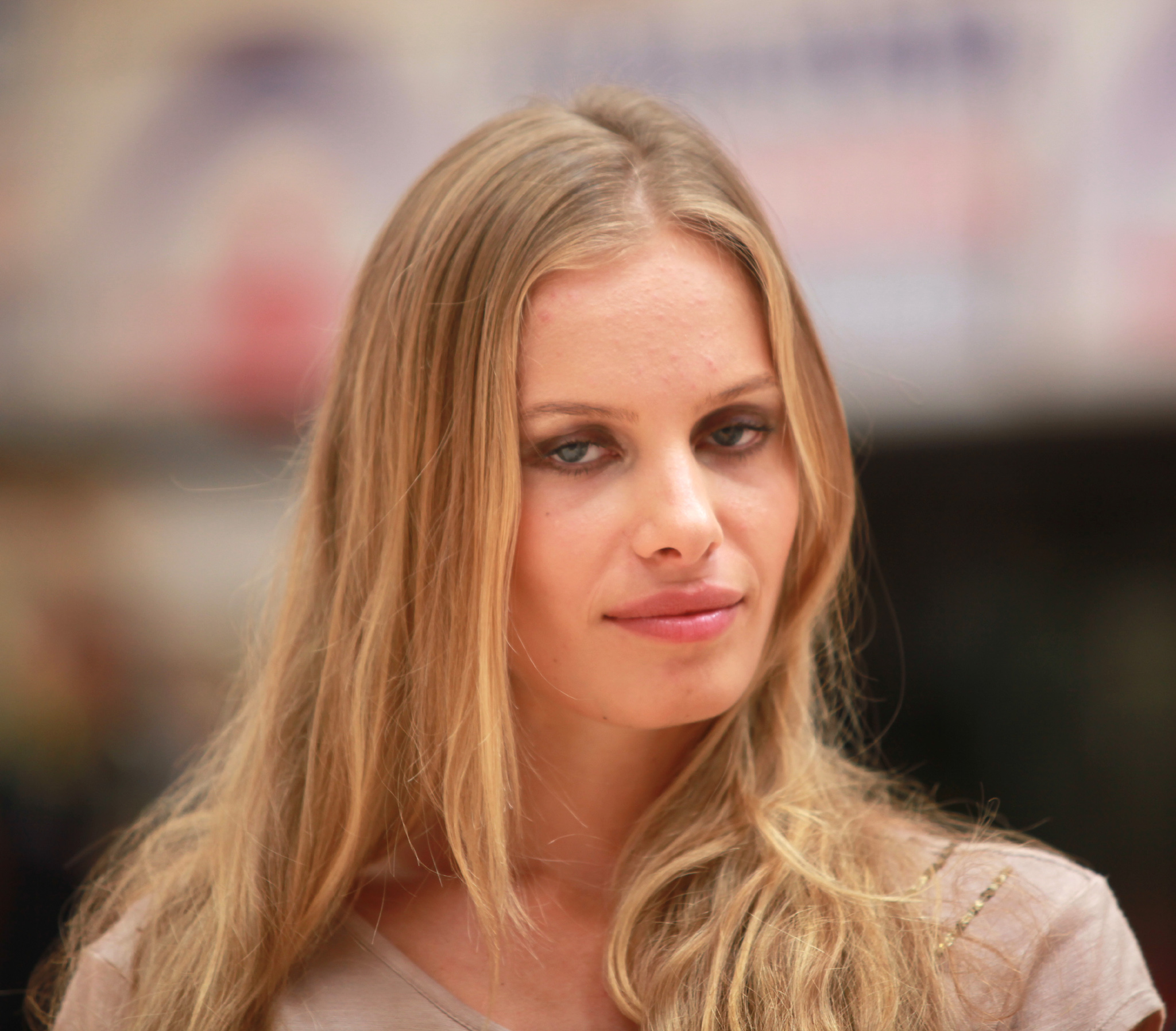
Jana Beller Staffel 6
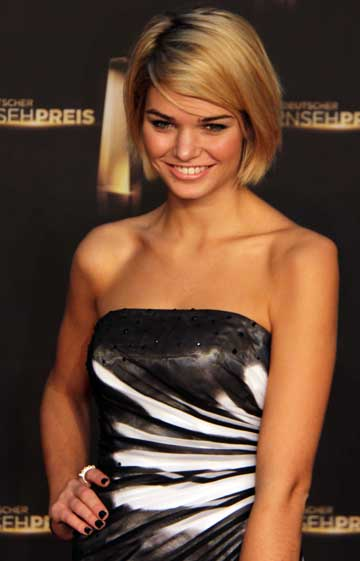
Luisa Hartema Staffel 7
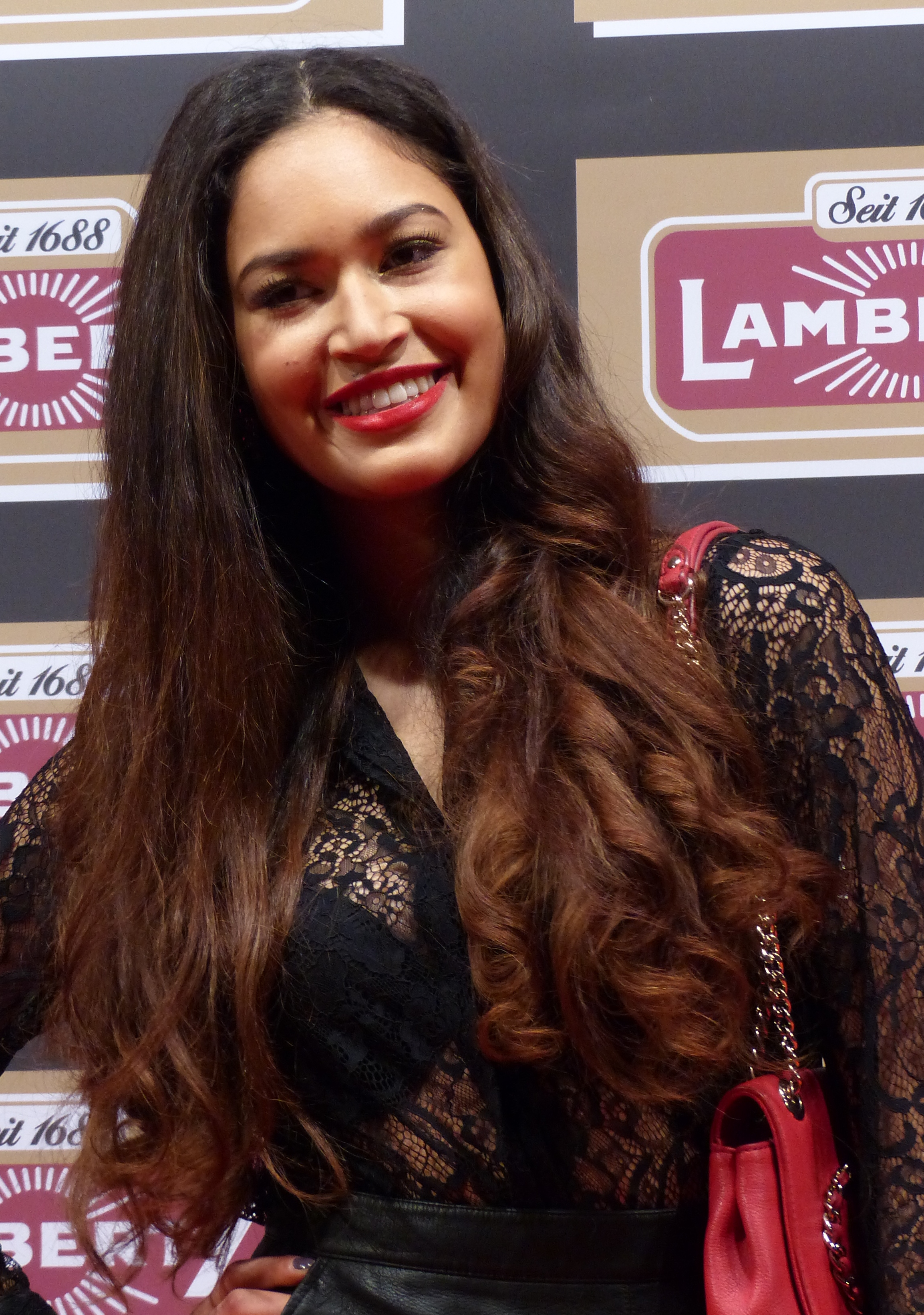
Lovelyn Enebechi Staffel 8
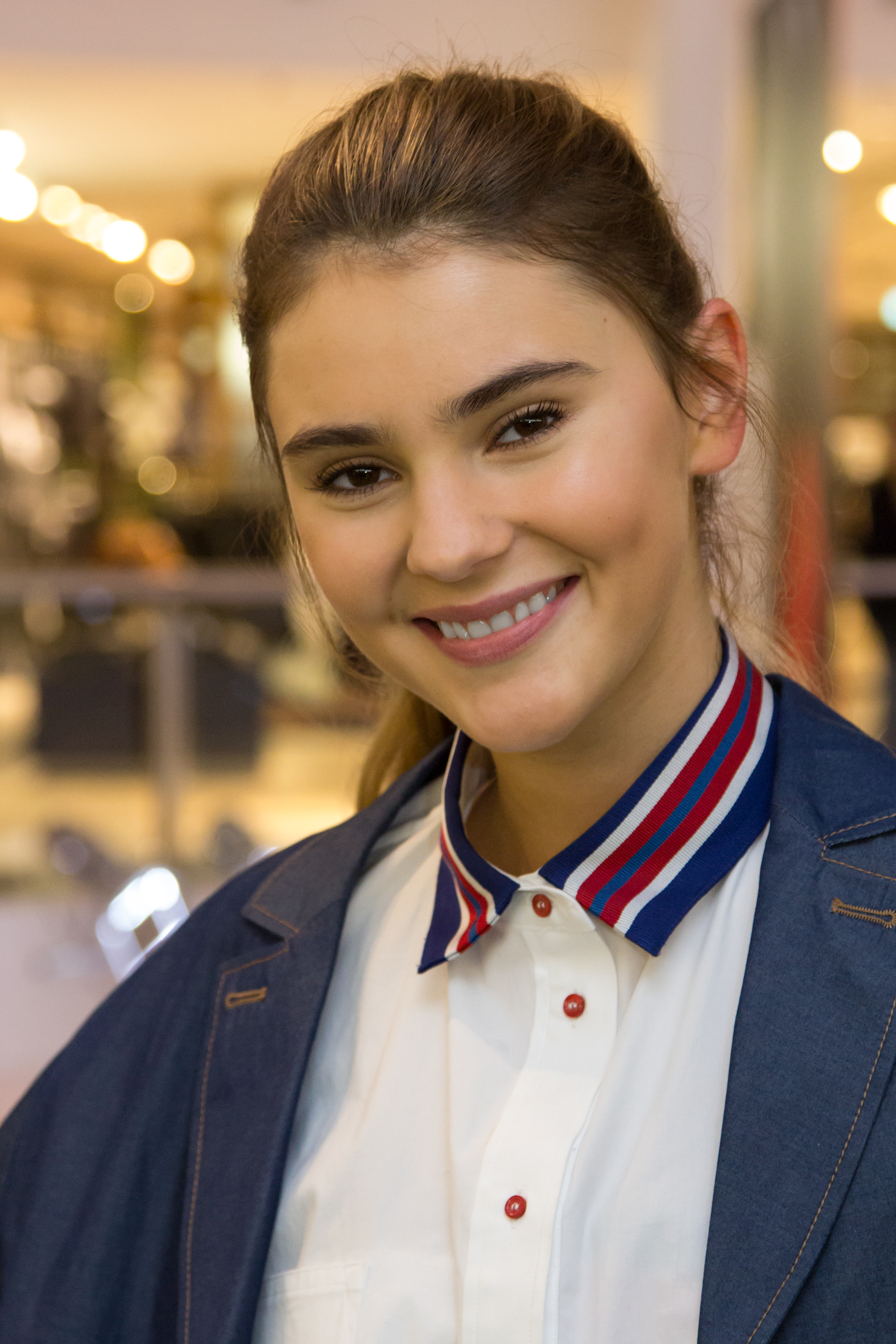
Stefanie Giesinger Staffel 9
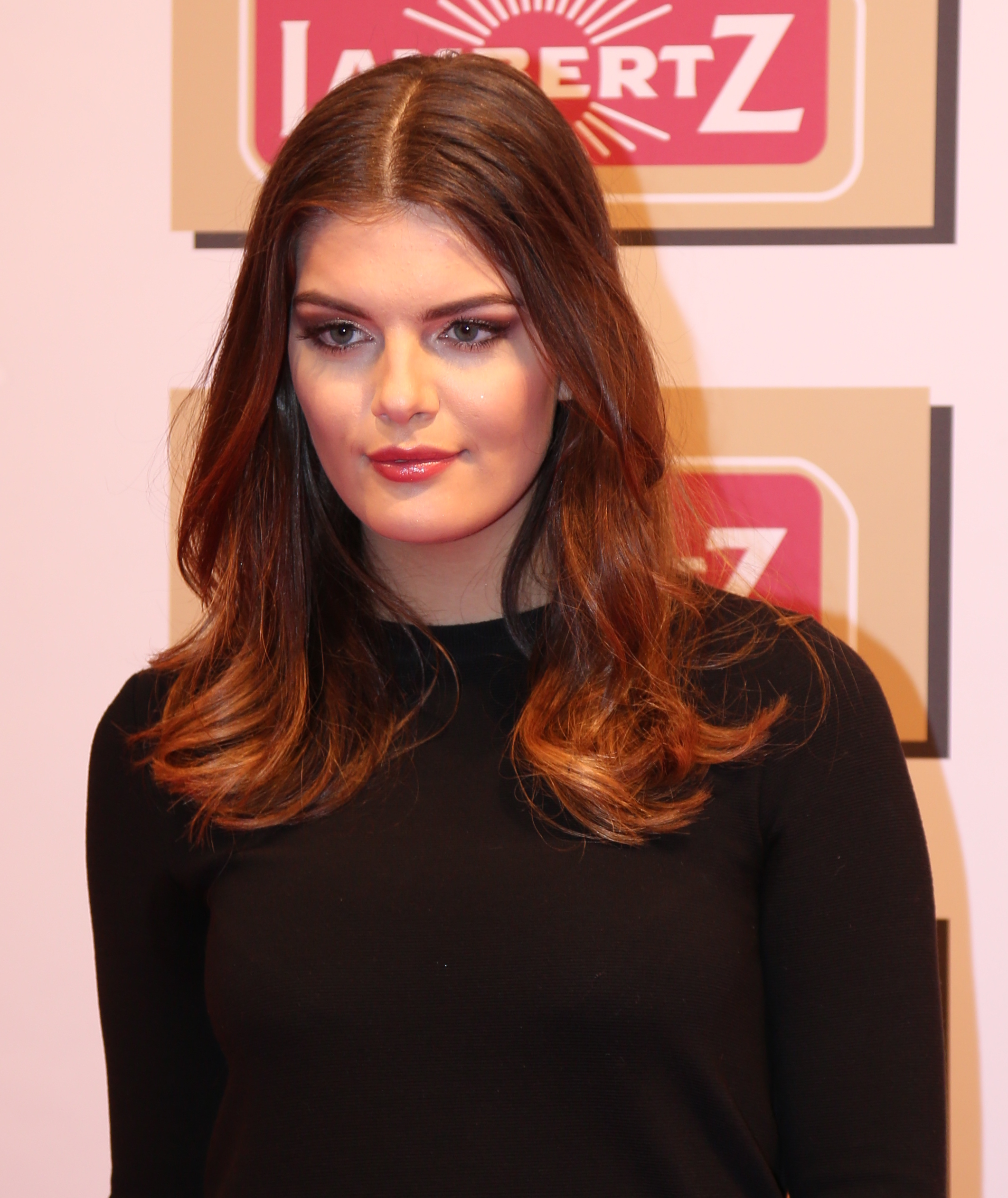
Vanessa Fuchs Staffel 10
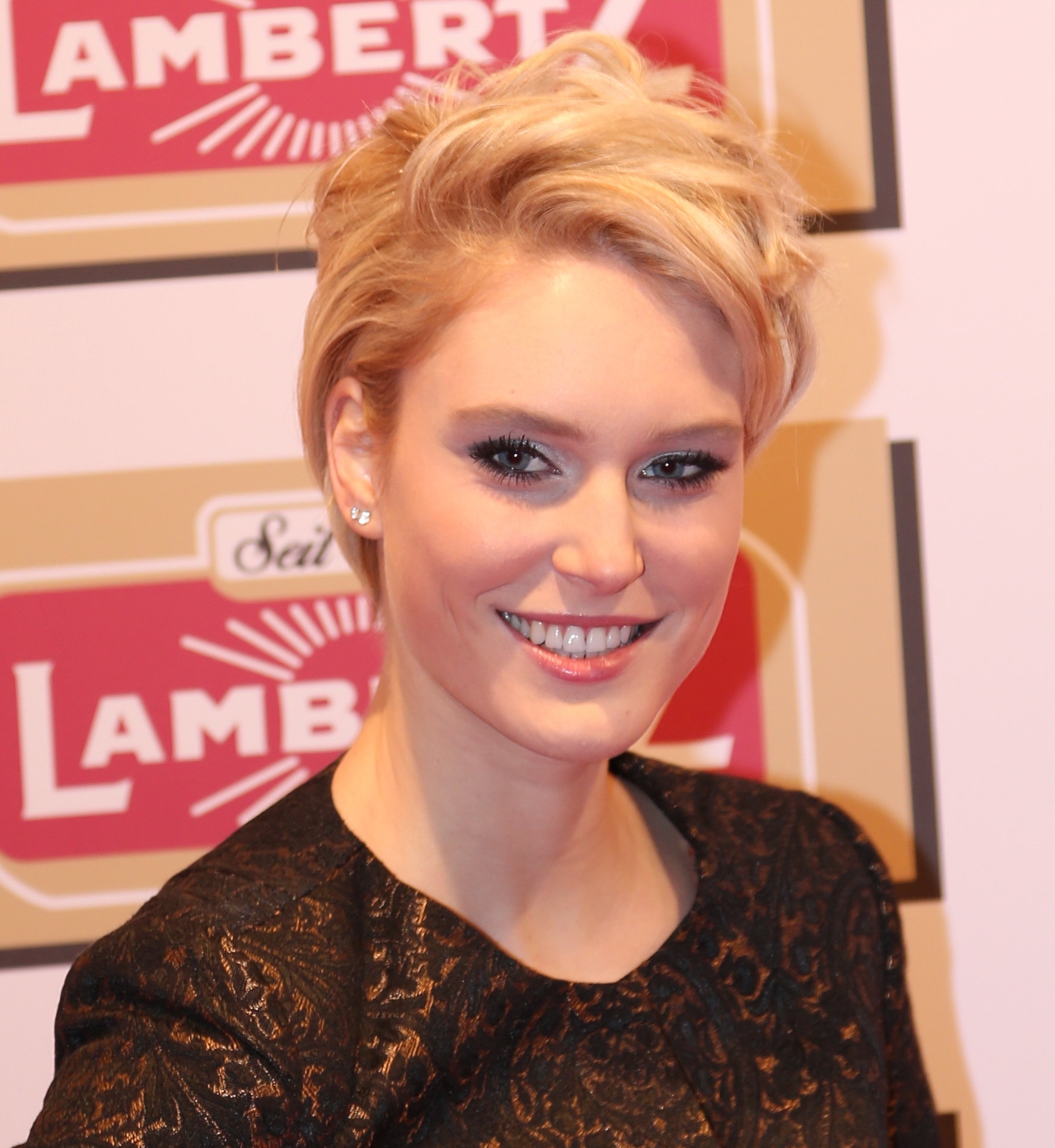
Kim Hnizdo Staffel 11

## Kritik
Die Berner Zeitung schrieb 2025, das Finale der Show sei besonders «langweilig mit viel Bühne für wenig Inhalt.«

### Erfolg der Kandidatinnen
2009 berichtete die taz, dass bis dahin keiner der bisherigen „Gewinnerinnen“ eine internationale Model-Karriere gelungen sei. Louisa von Minckwitz, die Geschäftsführerin von Louisa Models, einer der größten deutschen Modellagenturen, sagte in einem Interview der Süddeutschen Zeitung, dass die Sendung ein falsches Bild der gesamten Branche zeichne. Insbesondere kritisierte sie vollkommen abwegige „Prüfungssituationen“, denen sich die Teilnehmerinnen aussetzen müssen, und das unrealistische Verhalten des Model-Bookers Peyman Amin. Der Spiegel hob im Februar 2023 hervor, dass die wenigsten Kandidatinnen, darunter auch die „Gewinnerinnen“, nach dem Ende der Show als Model arbeiten. Laut Erfahrung von MGM Models (eine der größten deutschen Modelagenturen) sind selbst die GNTM-Kandidatinnen, die den üblichen Modelkriterien entsprächen, nach Ausstrahlung von GNTM-Sendungen „nicht vermittelbar, weil das Image der Castingshow zu schlecht ist.“ Laut Darstellung des Spiegel werden die Kandidatinnen, denen es gelingt, die Sendung als „Karrieresprungbrett“ zu nutzen, stattdessen oft Influencer oder Reality-TV-Promis.

### Frauenbild und Förderung von Essstörungen
Bereits kurz nach Beginn der ersten Staffel wurden Vorwürfe laut, die Sendung idealisiere ein falsches Schönheitsideal und fördere Magersucht. Die Sendung steht in der Öffentlichkeit unter Kritik, die Kandidatinnen würden wie „Ware“ behandelt. Zwar können die Models die gestellten Aufgaben aus persönlichen Gründen, etwa aus Schamgefühl bei freizügigen Fotos oder Phobien, verweigern, doch könnte sich dies negativ auf Entscheidungen der Jury auswirken. Die Kandidatinnen wurden bis Staffel 16 fast ausschließlich als Mädchen bezeichnet. In der 17. Staffel spricht Heidi Klum die (teils deutlich älteren) Teilnehmerinnen als „Models“ an.
Spiegel Online bezeichnete im Januar 2010 die Kandidatinnen der Sendung als typische Beispiele für einen dauernd gestylten, ständig plappernden Frauentyp, der stellvertretend für die Frauenklischees des Senders ProSieben stehe.
Die Frankfurter Allgemeine Zeitung konstatierte im Februar 2010 anhand des Beispiels der Produktion eine Rückkehr des Sexismus, dem sich junge Frauen, anders als in der Vergangenheit, freiwillig unterwerfen. Hierbei würden die Protagonistinnen der Sendung unter dem Vorwand, sie aufs harte Business vorzubereiten, dauerhaft gedemütigt. Den überwiegend weiblichen Zuschauern werde es so ermöglicht, über Möchtegernmodels zu lachen, die zum Beispiel über die eigenen Beine oder über die deutsche Sprache stolpern.
In einer repräsentativen Umfrage des mingle-Trends, die im Juni 2010 veröffentlicht wurde, gaben 78 % der Befragten an, in Heidi Klums Modelshow eine Gefahr für junge Mädchen zu sehen. Insbesondere ältere Personen und Eltern sähen die Auswirkungen der Sendung auf Jugendliche kritisch.
Während der Finalshow der achten Staffel stürmten 2013 zwei Aktivistinnen von Femen Deutschland auf den Laufsteg. Auf ihre bloßen Oberkörper hatten sie die Mottos „Sadistic Show“ und „Heidi Horror Picture Show“ geschrieben. Sie protestierten dagegen, dass die Sendung „vermittle, dass Schönheit mehr wert ist als Bildung“.
2014 kam es am Kölner Dom zu einer Protestveranstaltung mit rund 200 Teilnehmerinnen gegen das transportierte Frauenbild der Sendung, deren Finale wenige Kilometer entfernt stattfand.
Im Mai 2022 veröffentlichte die Ex-Teilnehmerin Lijana Kaggwa auf ihrem YouTube-Kanal ein Video, in dem sie – unter Verstoß gegen vertragliche Schweigeverpflichtungen – dem Format Manipulation vorwirft. ProSieben wies die Vorwürfe zurück. Das Produktionsunternehmen Seven.One Entertainment Group stellte daraufhin einen Antrag auf Erlass einer einstweiligen Verfügung gegen Kaggwa, dem im Juli 2022 vom Landgericht Hamburg in 3 von 5 Punkten stattgeben wurde.

#### Studien zu den psychologischen Auswirkungen
Das dem Bayerischen Rundfunk unterstehende Internationale Zentralinstitut für das Jugend- und Bildungsfernsehen (IZI) veröffentlichte 2015 zwei Studien. Eine auf einer repräsentativen Befragung unter 1462 Kindern und Jugendlichen beruhende Studie ergab zunächst, dass der Anteil jener jugendlichen Mädchen, die nie GNTM sahen, in der Minderheit sei. Bei den GNTM-Seherinnen war der Gedanke, zu dick zu sein „hoch signifikant“ häufiger.
Die andere Studie stützt sich auf eine Befragung von 241 Patienten, die sich wegen Essstörungen gerade in therapeutischer Behandlung befanden. Dabei benannten 83 % der Befragten GNTM als jene Sendung, die das Schönheitsideal der Gesellschaft widerspiegeln würde. 70 Patienten gaben an, dass GNTM einen „sehr starken“ Einfluss auf ihre eigene Krankheit gehabt hätte, weitere 72 befanden hierzu „etwas Einfluss“ auf ihre Krankheit. Die mediale Berichterstattung zu dieser Studie wurde in einem Artikel in der Zeitschrift tv diskurs der Freiwilligen Selbstkontrolle Fernsehen (fsf) als Panik in den Medien abgetan. Lothar Mikos, Professor für Fernsehwissenschaft an der Filmuniversität Babelsberg Konrad Wolf, resümierte: „Studien, auch die des IZI, sind komplexer, als es die mediale Berichterstattung wahrhaben will.“
Eine Studie aus 2025 der Universität Osnabrück analysierte die psychologischen Folgen der Sendung auf Frauen mit und ohne Essstörung, indem die Frauen Folgen eine halben Staffel schauten und danach Notizen zu ihrer Stimmung, ihrem Selbstwertgefühl und der Einstellungen zum eigenen Körper anfertigten. Die Studie fand in beiden Gruppen negative Auswirkungen auf das Selbstbild. Bei Frauen mit Essstörung verstärkte die Sendung insbesondere Gefühle der Ängstlichkeit, Schuld und Scham und erhöhte die wahrgenommene Diskrepanz zum eigenen Schönheitsideal. GNTM könne bei Personen mit entsprechender Veranlagung ein „Mosaikstein“ zum Entwickeln einer Essstörung sein.

### Sexualisierung
Im Mai 2022 kritisierte der Youtuber Rezo in einem dreißigminütigen Video die Manipulation und Sexualisierung unter anderem minderjähriger Mädchen. Der Jury wurde wiederholt vorgeworfen, einerseits die Kandidatinnen wie Kinder zu behandeln, gleichzeitig aber zu erwarten, dass die zum Teil Minderjährigen spontan, lasziv und sexy wirken können.

### Eigenwerbung
Heidi Klum wurde 2009 vom stern vorgeworfen, die Sendung vorrangig zur Eigenwerbung zu nutzen bzw. ihren Werbepartnern, befreundeten Designern oder ihrem damaligen Ehemann Seal eine Plattform zu bieten. Ebenfalls 2009 wurde Klum von der feministischen Zeitschrift Emma aufgrund ihres Umgangs mit den Kandidatinnen in Germany’s Next Topmodel zum „Pascha des Monats“ gekürt. Das NDR-Medienmagazin Zapp warf Anfang 2010 Heidi Klum vor, sich in ihrer inszenierten Show als Scharfrichter aufzuspielen und bezeichnete sie als fragwürdiges Vorbild. Der Vorwurf lautete, es gehe nicht um die Förderung von Talenten, sondern lediglich um eine gute Quote.

### Tierschutz
Die Tierschutzorganisation Vier Pfoten äußerte Kritik an einer im Mai 2010 ausgestrahlten GNTM-Folge, in der zum wiederholten Male Tiere zum Einsatz kamen. Es wurden zusammen mit den Kandidatinnen Elefanten abgelichtet und Totenkopfäffchen angeleint über den Laufsteg getragen. Diese Situationen seien schädigend und stressig für die Tiere. Vier Pfoten forderte ProSieben und Tresor TV dazu auf, „in Zukunft nur noch auf menschliche Akteure zu setzen“.
Im März 2011 wurde ein Schimpanse, der mit einem Anzug eingekleidet war, zur Schau gestellt. Vier Pfoten kritisierte, dass ein Affe „in einer Fernsehkulisse nichts verloren“ habe. Das Tier zeige in der Folge keine Freude, sondern vielmehr „das typische so genannte »Angstgrinsen«“. Allerdings sind die in den beiden Folgen gezeigten Handlungen gesetzlich nicht verboten.
Der Einsatz von Tieren wurde sukzessive reduziert, in der 17. Staffel kamen keine mehr vor. In einem Interview mit dem Radiosender Jam FM im Februar 2024 sagte Klum, dass es keine Shootings mit Tieren mehr geben werde, da dies nicht mehr zeitgemäß sei.

### Verträge
Die Modelverträge, die die Teilnehmerinnen schließen müssen, werden von Fachleuten als „Knebelverträge“ bezeichnet, die aufgrund der Sittenwidrigkeit als unwirksam anzusehen seien. Die Verträge, die festlegen, dass die Teilnehmerinnen bis zu 40 % ihrer Gagen abgeben müssen, könnten weiterhin ohne deren Zustimmung einseitig verändert werden. 
Auch der Verband lizenzierter Modellagenturen kritisierte die Verträge als „völlig unangemessene Benachteiligung der Teilnehmerinnen“. Bis zum Jahr 2019 verpflichteten sich die Teilnehmerinnen, im Erfolgsfall für zwei Jahre vertraglich an die Agentur von Heidi Klums Vater, OneEins Fab, gebunden zu sein. Seit 2019 sind GNTM-Siegerinnen vertraglich an die PR-Agentur SAM gebunden.
2011 beendeten zwei Kandidatinnen der fünften Staffel ihre Verträge mit anwaltlicher Hilfe, nachdem sich bereits seit 2009 Teilnehmerinnen aus den Verträgen befreit hatten. Besonders rasch klagte sich die Siegerin der sechsten Staffel, Jana Beller, nach zwei Monaten aus dem Vertrag. Vor Beginn der siebten Staffel wurden Vertragsänderungen bekanntgegeben, nach denen die drei Finalistinnen über zwei Jahre ein festes Monatseinkommen erhalten sollen.

## Resonanz
Die Sozialwissenschaftlerin Ulrike Prokop konstatiert als Herausgeberin der Reihe Kulturanalysen in Kritiken zu Germany’s Next Topmodel: „Studierende der Erziehungswissenschaften haben sich für eine berufliche Zukunft entschieden, die zu dem Frauenbild, dem glamourösen Lebensentwurf und zu den Einkommensträumen, die in Germany’s next Topmodel bestimmend sind, in scharfem Gegensatz steht.“
2011 konzipierten und gestalteten zwei Studenten im Studiengang Kommunikationsdesign an der Hochschule für Technik und Wirtschaft Berlin die transkribierten Texte des Finales 2011 als Drama mit dem Titel Das ist der Tag, von dem ihr noch euern Enkelkindern erzählen werdet in der Aufmachung eines Reclam-Buches. Über das Projekt wurde in den Medien und Blogs als Satire an der Sprachqualität der Sendung berichtet.
Die Philosophin Rebekka Reinhard stellte fest: „Die so genannten Topmodels sind ein Symptom unserer narzisstischen Kultur, in der der Schein das Sein, die Geste den Geist, die Form den Inhalt immer mehr verdrängt.“ Die Teilnehmerinnen der Show wären „keine moralischen Vorbilder, sondern Zicken“ und die Sendung würde das Bild vermitteln, dass der Sinn des Lebens darin bestünde „das eigene Ich permanent und penetrant in den Mittelpunkt zu rücken, es erst zur Marke und dann zum Bestseller zu machen.“
Aufgrund einer Petition, die sich auf die IZI-Studie berief, setzte sich die Kommission für Jugendmedienschutz mit der Sendung GNTM erneut auseinander; es wurde kein Jugendschutz-Verstoß festgestellt.

## Ausstrahlungszeiträume und Einschaltquoten
| Staffel | Folgen | Zeitraum                    | Sendeplatz            | Zuschauer        | Zuschauer     | Marktanteil      | Marktanteil   | Quelle               |
| Staffel | Folgen | Zeitraum                    | Sendeplatz            | Durchschnittlich | 14 – 49 Jahre | Durchschnittlich | 14 – 49 Jahre | Quelle               |
| ------- | ------ | --------------------------- | --------------------- | ---------------- | ------------- | ---------------- | ------------- | -------------------- |
| 1       | 10     | 25. Januar – 29. März 2006  | Mittwoch, 20:15 Uhr   | 3,02 Mio.        | 2,29 Mio.     | 8,9 %            | 16,2 %        | [ 70 ] [ 71 ]        |
| 2       | 14     | 1. März – 24. Mai 2007      | Donnerstag, 20:15 Uhr | 3,45 Mio.        | 2,58 Mio.     | 11,9 %           | 21,4 %        | [ 70 ]               |
| 3       | 17     | 28. Februar – 8. Juni 2008  | Donnerstag, 20:15 Uhr | 3,67 Mio.        | 2,77 Mio.     | 12,9 %           | 23,2 %        | [ 70 ]               |
| 4       | 17     | 12. Februar – 21. Mai 2009  | Donnerstag, 20:15 Uhr | 3,83 Mio.        | 2,89 Mio.     | 13,2 %           | 24,2 %        | [ 70 ]               |
| 5       | 17     | 4. März – 10. Juni 2010     | Donnerstag, 20:15 Uhr | 3,01 Mio.        | 2,23 Mio.     | 10,2 %           | 18,1 %        | [ 70 ]               |
| 6       | 17     | 3. März – 9. Juni 2011      | Donnerstag, 20:15 Uhr | 3,08 Mio.        | 2,27 Mio.     | 10,3 %           | 18,9 %        | [ 72 ]               |
| 7       | 17     | 23. Februar – 10. Juni 2012 | Donnerstag, 20:15 Uhr | 2,68 Mio.        | 1,89 Mio.     | 9,0 %            | 15,9 %        | [ 73 ]               |
| 8       | 15     | 28. Februar – 2. Juni 2013  | Donnerstag, 20:15 Uhr | 2,65 Mio.        | 1,85 Mio.     | 8,9 %            | 16,2 %        | [ 70 ]               |
| 9       | 15     | 6. Februar – 8. Mai 2014    | Donnerstag, 20:15 Uhr | 2,66 Mio.        | 1,80 Mio.     | 8,7 %            | 15,6 %        | [ 74 ]               |
| 10      | 16     | 12. Februar – 28. Mai 2015  | Donnerstag, 20:15 Uhr | 2,42 Mio.        | 1,64 Mio.     | 7,9 %            | 14,7 %        | [ 75 ]               |
| 11      | 15     | 4. Februar – 12. Mai 2016   | Donnerstag, 20:15 Uhr | 2,73 Mio.        | 1,89 Mio.     | 8,9 %            | 17,2 %        | [ 76 ]               |
| 12      | 16     | 9. Februar – 25. Mai 2017   | Donnerstag, 20:15 Uhr | 2,64 Mio.        | 1,82 Mio.     | 8,7 %            | 16,6 %        | [ 77 ]               |
| 13      | 16     | 8. Februar – 24. Mai 2018   | Donnerstag, 20:15 Uhr | 2,38 Mio.        | 1,62 Mio.     | 8,1 %            | 16,9 %        | [ 78 ]               |
| 14      | 16     | 7. Februar – 23. Mai 2019   | Donnerstag, 20:15 Uhr | 2,34 Mio.        | 1,64 Mio.     | 8,1 %            | 18,2 %        | [ 79 ]               |
| 15      | 17     | 30. Januar – 21. Mai 2020   | Donnerstag, 20:15 Uhr | 2,38 Mio.        | 1,62 Mio.     | 7,8 %            | 18,1 %        | [ 80 ]               |
| 16      | 17     | 4. Februar – 27. Mai 2021   | Donnerstag, 20:15 Uhr | 2,46 Mio.        | 1,62 Mio.     | 8,2 %            | 19,7 %        | [ 81 ]               |
| 17      | 17     | 3. Februar – 26. Mai 2022   | Donnerstag, 20:15 Uhr | 2,06 Mio.        | 1,25 Mio.     | 8,3 %            | 19,8 %        | [ 82 ] [ 83 ] [ 84 ] |
| 18      | 18     | 16. Februar – 15. Juni 2023 | Donnerstag, 20:15 Uhr | 1,86 Mio.        | 1,07 Mio.     | 7,8 %            | 19,3 %        | [ 85 ] [ 86 ]        |

## Auszeichnungen
- 2024: Blauer Panther – TV & Streaming Award in der Kategorie Entertainment (Heidi Klum)[87]